# الركود الاقتصادي الناتج عن جائحة فيروس كورونا
الإغلاق الكبير أو الركود الاقتصادي الناتج عن جائحة فيروس كورونا أو ركود كوفيد-19  هو ركود عالمي كبير يشكّل نتيجةً اقتصادية لجائحة كوفيد-19 الراهنة. كانت أولى علاماته المهمة انهيار أسواق الأسهم العالمية لعام 2020 في 20 فبراير، وأفاد صندوق النقد الدولي في 14 أبريل أن جميع دول مجموعة السبع دخلت بالفعل أو أوشكت الدخول في «ركود عميق» وأن تباطؤًا كبيرًا في نمو الاقتصادات الناشئة ظهر بالفعل. تشير توقعات صندوق النقد الدولي إلى أن الركود الناتج عن فيروس كورونا سيكون أشد انكماش اقتصادي عالمي منذ الكساد الكبير، وأنه سيكون «أسوأ بكثير» من الركود الكبير في عام 2009.
وضعت هذه الجائحة أكثر من ثلث سكان العالم في ظل الإغلاق بغية وقف انتشار المرض. وسبّبت تداعيات وخيمة في الاقتصادات في جميع أنحاء العالم، وذلك عقب فترة وجيزة من التباطؤ الاقتصادي العالمي خلال عام 2019 الذي شهد ركودًا في أسواق الأسهم ونشاط المستهلكين في كل أنحاء العالم.
شهد هذا الركود زيادات عالية وسريعة في البطالة بشكل غير اعتيادي في الكثير من الدول، وفي الولايات المتحدة، فشلت أنظمة الحاسوب الممولة من الدولة في مواكبة طلبات إعانات البطالة. توقعت الأمم المتحدة في أبريل 2020 أن البطالة العالمية ستقضي على 6.7% من ساعات العمل على مستوى العالم في الربع الثاني من عام 2020، أي ما يعادل 195 مليون عاملًا بدوام كامل. في الدول الغربية، من المتوقع أن تبلغ نسبة البطالة نحو 10%، مع زيادة هذه النسبة في الدول الأكثر تضررًا. يؤثر أيضًا انخفاض التحويلات المالية على الدول النامية من خلال مفاقمة أزمة الغذاء العالمية.
شهد هذا الركود انخفاضًا في أسعار النفط بسبب حرب أسعار النفط الروسية-السعودية في عام 2020، وانهيار السياحة، وقطاع الضيافة، وقطاع الطاقة، إلى جانب تراجع النشاط الاستهلاكي على نحو كبير مقارنةً بالعقد السابق. وانهارت الأسواق العالمية للأسهم بنحو 20 إلى 30% في أواخر فبراير ومارس من عام 2020، على التوالي. وخلال الانهيار، شهدت أسواق الأسهم العالمية تقلبات غير مسبوقة ومتذبذبة، والسبب الأساسي في ذلك الريبة الشديدة حيال الأسواق.

## الخلفية

### فقاعة ديون الشركات
منذ الأزمة المالية في 2007-2008، تزايدت ديون الشركات على نحو كبير، إذ ارتفعت من 84% من الناتج العالمي الخام في عام 2009 إلى 92% في عام 2019، أو نحو 72 تريليون دولارًا. بلغ إجمالي ديون الشركات في أكبر ثمانية اقتصادات في العالم -الصين والولايات المتحدة واليابان والمملكة المتحدة وفرنسا وإسبانيا وإيطاليا وألمانيا- نحو 51 تريليون دولارًا في عام 2019، مقارنةً بنحو 34 تريليون دولارًا في عام 2009. إذا ساء المناخ الاقتصادي، ستواجه الشركات ذات المستويات العالية من الدين خطر العجز عن دفع فوائد الدفعات للمُقرضين أو إعادة تمويل ديونها، ما سيجبرها على إعادة الهيكلة. وتوقع معهد التمويل الدولي في عام 2019 أنه في حال انكمش الاقتصاد بما يعادل نصف حدة أزمة عام 2008، سيصبح 19 تريليون دولار من الدين مستحقة على شركات غير مالية دون الأرباح، وذلك لتغطية مدفوعات الفائدة على الديون التي أصدرتها. حذر معهد ماكينزي العالمي في عام 2018 من أن أكبر المخاطر ستكون من نصيب الأسواق الناشئة مثل الصين والهند والبرازيل، حيث أُصدرت 25-30% من السندات من قبل شركات عالية الخطورة.

### تباطؤ الاقتصاد العالمي 2019
خلال عام 2019، أفاد صندوق النقد الدولي بأن الاقتصاد العالمي يمر بما سمّاه «تباطؤًا متزامنًا»، إذ دخل الاقتصاد في أبطأ وتيرة له منذ الأزمة المالية الكبرى. وأخذت «الصدوع» تظهر في سوق المستهلكين وبدأت الأسواق العالمية تعاني من «تدهور حاد» في نشاط التصنيع. اعتُقد أن النمو العالمي بلغ ذروته في عام 2017، وبدأ الناتج الصناعي الإجمالي في العالم بعدها بالانخفاض المستمر منذ أوائل عام 2018. ألقى صندوق النقد الدولي باللائمة على «التوترات التجارية والجيوسياسية المتزايدة» باعتبارها السبب الرئيسي للتباطؤ، مستشهدًا بخروج بريطانيا من الاتحاد الأوروبي والحرب التجارية بين الصين والولايات المتحدة بوصفهما سببين رئيسيين للتباطؤ في عام 2019، في حين ألقى خبراء اقتصاديون آخرون باللائمة على مسائل السيولة.
في أبريل 2019، انقلب منحنى العائد الأمريكي، ما أثار مخاوف من حدوث ركود على مستوى العالم في عام 2020. أدى انقلاب منحنى العائد والمخاوف المتعلقة بالحرب التجارية إلى حدوث عمليات بيع في أسواق الأسهم العالمية خلال مارس 2019، ما زاد من القلق حيال الركود الوشيك. شكّل ارتفاع مستويات الدين في الاتحاد الأوروبي والولايات المتحدة دائمًا مصدر قلق للاقتصاديين. وفي عام 2019، تصاعد هذا القلق خلال التباطؤ الاقتصادي، وحذر الاقتصاديون من «قنبلة ديون» ستحدث خلال الأزمة الاقتصادية المقبلة. كانت الديون في عام 2019 أعلى بنسبة 50% مقارنةً بالديون خلال ذروة الأزمة المالية الكبرى. جادل خبراء الاقتصاد بأن هذه الديون المتزايدة هي السبب في التخلف عن سداد الديون في الاقتصادات والشركات على مستوى العالم خلال فترة الركود. ظهرت أولى علامات المأزق الذي أدى إلى الانهيار في سبتمبر 2019، حين بدأ بنك الاحتياطي الفيدرالي الأمريكي بالتدخل بدور المستثمر لتوفير الأموال في أسواق الريبو. ارتفع معدل الريبو بين عشية وضحاها فوق 6% آنذاك، ولعب ذلك دورًا حاسمًا في تحريك الأحداث التي أدت إلى الانهيار.

#### الحرب التجارية بين الصين والولايات المتحدة
نشبت الحرب التجارية بين الصين والولايات المتحدة خلال عام 2018 واستمرت حتى أوائل عام 2020، وسببت أضرارًا كبيرة في كل الاقتصادات العالمية. بدأ الرئيس دونالد ترامب في عام 2018 بوضع تعريفات جمركية وحواجز تجارية أخرى على الصين بهدف إجبارها على تغيير ما تصفه الولايات المتحدة بأنه «ممارسات تجارية غير عادلة». من بين تلك الممارسات التجارية وآثارها العجز التجاري المتزايد، والسرقة المزعومة للملكية الفكرية، والنقل القسري المزعوم للتكنولوجيا الأمريكية إلى الصين.
في الولايات المتحدة، جلبت الحرب التجارية صعوباتٍ للمزارعين والمصنعين وارتفاعَ أسعارٍ للمستهلكين، ما أدى إلى دخول الصناعة التحويلية في الولايات المتحدة في «ركود طفيف» خلال عام 2019. وفي بلدان أخرى، سببت تلك الحرب أضرارًا اقتصادية، بما فيها الاحتجاجات العنيفة في تشيلي والإكوادور بسبب ارتفاع أسعار النقل والطاقة، بينما استفادت بعض البلدان من زيادة التصنيع في سد الثغرات. وأدت الحرب إلى عدم استقرار سوق الأسهم. اتخذت حكومات عدة دول، منها الصين والولايات المتحدة، خطوات لمعالجة بعض الأضرار الناتجة عن تدهور العلاقات بين الصين والولايات المتحدة والتعريفات المتبادلة. خلال الركود، يُعتقد أن تراجع النزعة الاستهلاكية والتصنيع الناتجين عن الحرب التجارية كانا السبب في تضخم الأزمة الاقتصادية.

#### بريكست
في أوروبا، تأثرت الاقتصادات بنتائج انسحاب المملكة المتحدة من الاتحاد الأوروبي، المعروف باسم «بريكست». وشهد النمو البريطاني ونمو الاتحاد الأوروبي ركودًا خلال عام 2019 نتج عنه خروج بريطانيا من الاتحاد الأوروبي، والسبب الرئيسي في ذلك عدم اليقين بشأن الأزمة. شهدت المملكة المتحدة «شبه ركود» في عام 2019، ما أضعف الاقتصاد البريطاني في مطلع عام 2020. وغادرت الكثير من الشركات المملكة المتحدة للانتقال إلى الاتحاد الأوروبي، ما أدى إلى خسائر تجارية وانكماش اقتصادي في دول أعضاء الاتحاد الأوروبي والمملكة المتحدة.

## الأسباب
تعد جائحة كوفيد-19 الأكثر تأثيرًا منذ الإنفلونزا الإسبانية عام 1918. حين بدأ الوباء لأول مرة في أواخر عام 2019، وزاد في عام 2020، كان العالم يمر بركود اقتصادي وتراجع كبير في المستهلكين. توقع معظم الاقتصاديين أن الركود قادم إلا أنه لن يكون شديدًا. نتيجة للانتشار السريع للوباء، اضطر الاقتصاد في جميع أنحاء العالم إلى البدء بـ«عمليات الإغلاق» للحد من انتشار الوباء. تسبب ذلك في انهيار العديد من الصناعات والنزعات الاستهلاكية في آن واحد، الأمر الذي وضع ضغطًا كبيرًا على البنوك والتوظيف. تسبب ذلك في انهيار سوق الأوراق المالية وبالتالي الركود. مع اتخاذ تدابير جديدة للتباعد الاجتماعي استجابة للوباء، حدث «إغلاق كبير» للاقتصاد العالمي.

### جائحة كوفيد-19
جائحة كوفيد-19 هي جائحة مستمرة لمرض فيروس كورونا لعام 2019 (كوفيد-19) ناتجة عن فيروس كورونا المرتبط بالمتلازمة التنفسية الحادة الشديدة النوع 2 (سارس-كوف-2)؛ حُدد مكان بدء الوباء في ووهان، الصين، في ديسمبر 2019، وأعلن عنه كحالة طوارئ صحة عامة محل الاهتمام الدولي في 30 يناير 2020، واعتبرته منظمة الصحة العالمية وباءً في 11 مارس 2020. أدى هذا الوباء إلى اضطراب اقتصادي عالمي شديد، وتأجيل أو إلغاء الأحداث الرياضية والدينية والسياسية والثقافية، ونقص واسع في المؤن تفاقمَ بسبب هلع الشراء. أُغلقت المدارس والجامعات والكليات إما على الصعيد الوطني أو المحلي في 172 دولة، ما أثر على ما يقارب 98.5 في المئة من الطلاب في العالم. فرضت العديد من الحكومات قيودًا على السفر أو نصحت بعدم السفر غير الضروري من وإلى البلدان والمناطق المتضررة بسبب تفشي المرض. مع ذلك، ينتشر الفيروس بالفعل داخل المجتمعات في أجزاء كبيرة من العالم، دون معرفة الكثيرين أين أو كيف أصيبوا.

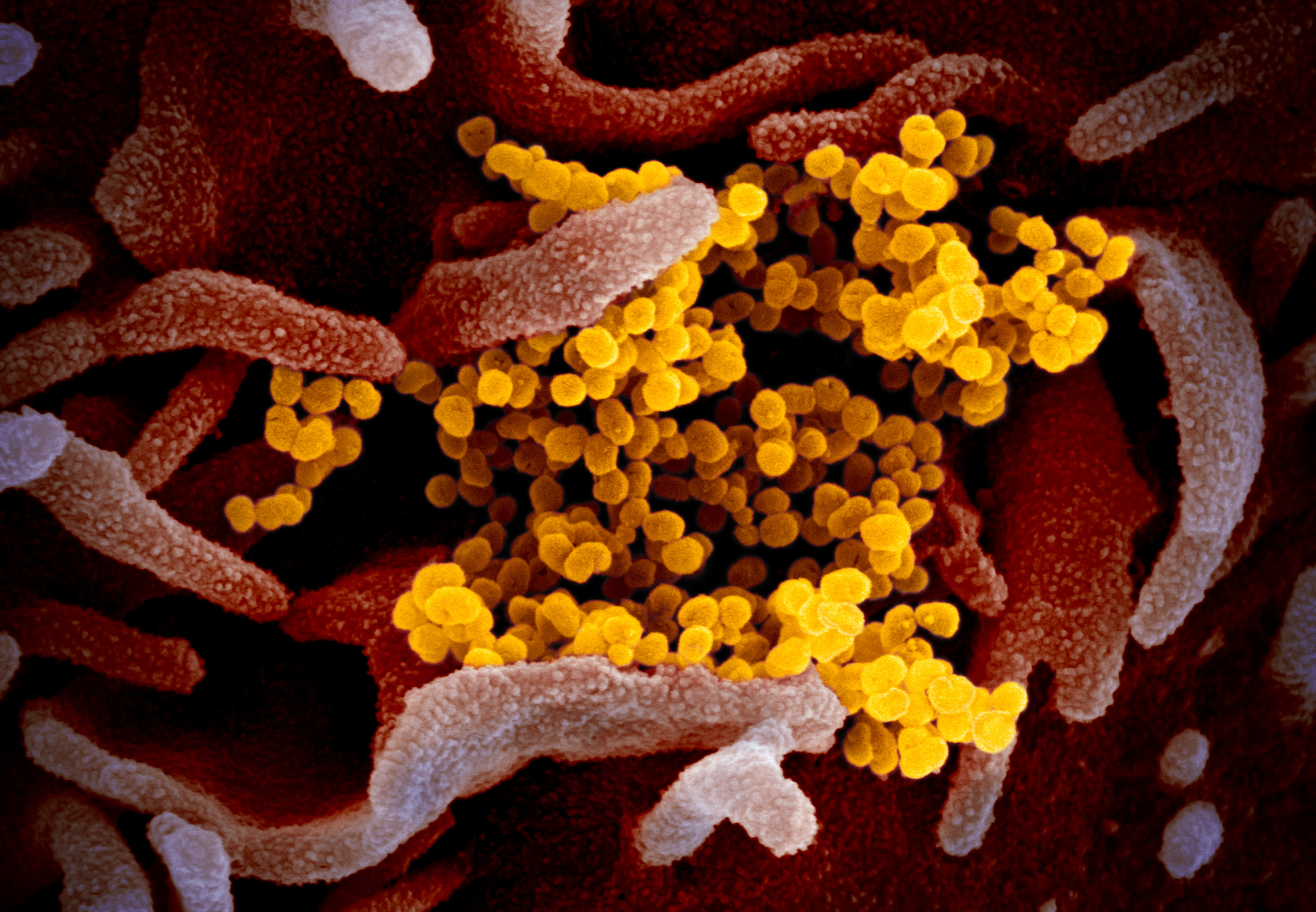
مسح صورة مجهر إلكتروني لسارس-كوف-2 (المركز، أصفر)

كان لوباء كوفيد-19 عواقب بعيدة المدى تتجاوز انتشار المرض والجهود المبذولة لعزله. مع انتشار الوباء في جميع أنحاء العالم، تحولت المخاوف من مسائل تصنيع الإمدادات إلى انخفاض الأعمال في قطاع الخدمات. يعتبر الوباء بالإجماع عاملًا رئيسيًا في التسبب في الركود. ترك هذا الوباء تأثيرًا سلبيًا على كل الصناعات الرئيسية تقريبًا، وكان أحد الأسباب الرئيسية لانهيار سوق الأوراق المالية وتسبب في ضع قيود كبيرة على الحركة والحريات الاجتماعية.

### عمليات الإغلاق
في حين تؤثر أوامر البقاء في المنزل بوضوح في العديد من أنواع الأعمال، وخاصة تلك التي تقدم خدمات شخصية (منها متاجر البيع بالتجزئة والمطاعم والفنادق وأماكن الترفيه والمتاحف والمكاتب الطبية وصالونات التجميل والمنتجعات الصحية)، لا تشكل الطلبات الحكومية الضغط الوحيد على تلك الأعمال. في الولايات المتحدة، بدأ الناس في تغيير سلوكهم الاقتصادي قبل 10-20 يومًا من إعلان حكوماتهم المحلية أوامر البقاء في المنزل، وبحلول شهر مايو، لم تتوافق التغييرات في معدلات تنقل الأفراد (وفقًا لبيانات الهاتف الذكي) دائمًا مع القوانين المحلية.

### حرب أسعار النفط بين روسيا والمملكة العربية السعودية
أثر انخفاض الطلب على النقل ونقص نشاط المصانع بسبب جائحة كوفيد-19 تأثيرًا كبيرًا على الطلب على النفط، ما تسبب في انخفاض سعره. أصبحت حرب أسعار النفط الروسية السعودية سببًا في تفاقم الركود إذ أدت لانهيار أسعار النفط. في منتصف فبراير، توقعت الوكالة الدولية للطاقة أن يكون نمو الطلب على النفط في عام 2020 الأقل منذ عام 2011. أدى تراجع الطلب الصيني إلى اجتماع منظمة الدول المصدرة للنفط (أوبك) لمناقشة خفض محتمل في الإنتاج لتحقيق التوازن مع فقد الطلب. عقد الكارتل في البداية اتفاقية مبدئية لخفض إنتاج النفط بمقدار 1.5 مليون برميل يوميًا بعد اجتماع في فيينا في 5 مارس 2020، ما هوى بالإنتاج إلى أدنى مستوياته منذ حرب العراق.
بعد أن فشلت أوبك وروسيا في الاتفاق على تخفيضات إنتاج النفط في 6 مارس وأعلنت كل من السعودية وروسيا عن زيادة إنتاج النفط في 7 مارس، انخفضت أسعار النفط بنسبة 25 في المئة. في 8 مارس، أعلنت السعودية على غير المتوقع أنها ستزيد إنتاج النفط الخام وتبيعه بخصم (من 6 إلى 8 دولارات للبرميل) للعملاء في آسيا والولايات المتحدة وأوروبا، بعد انهيار المفاوضات، إذ رفضت روسيا دعوات خفض الإنتاج. استهدف الخصم الأكبر عملاء النفط الروسي في شمال غرب أوروبا.
قبيل الإعلان، انخفض سعر النفط بأكثر من 30% منذ بداية العام، وبعد إعلان المملكة العربية السعودية، انخفض بنسبة 30% أخرى، على الرغم من عودة ارتفاعها إلى حد ما فيما بعد. شهد خام برنت، الذي يُسعر بثلثي احتياطي النفط الخام في العالم عادةً، أكبر هبوط منذ حرب الخليج عام 1991 ليلة 8 مارس. هبط سعر خام غرب تكساس الوسيط إلى أدنى مستوياته منذ فبراير 2016. ذكر خبير الطاقة بوب مكنيلي أن «هذه المرة هي الأولى منذ 1930 و1931 التي تتزامن فيها صدمة طلب سلبية هائلة مع صدمة عرض». في تلك الحالة، عجل قانون تعرفة سموت هاولي انهيار التجارة العالمية خلال فترة الكساد الكبير، تزامنًا مع اكتشاف حقل نفط شرق تكساس خلال طفرة نفط تكساس. تسببت المخاوف من قيام حرب أسعار نفط روسية سعودية في انخفاض الأسهم الأمريكية، وتركت أثرًا خاصًا على منتجي النفط الصخري الأمريكيين.
في أوائل أبريل 2020، اتفقت المملكة العربية السعودية وروسيا على تخفيض إنتاج النفط. أبلغت رويترز أنه «دعا أعضاء مجلس الشيوخ الأمريكي البيت الأبيض إلى فرض عقوبات على الرياض، وسحب القوات الأمريكية من المملكة، وفرض رسوم جمركية على النفط السعودي إذا فشلت السعودية في كبح جماح الإنتاج». أصبح سعر النفط سلبيًا لفترة وجيزة في 20 أبريل 2020.

## الأزمة المالية
بدأ انهيار سوق الأسهم العالمية في 20 فبراير 2020. بسبب جائحة كوفيد 19، واجهت الأسواق العالمية والبنوك والشركات أزمات لم تشهدها منذ الكساد الكبير في عام 1929.
في الفترة من 24 إلى 28 فبراير، سجلت أسواق الأسهم في جميع أنحاء العالم أكبر انخفاض لها خلال أسبوع واحد منذ الأزمة المالية لعام 2008، وبهذا دخلت منحى التصحيح (انخفاض 10% تالي لأعلى ذروة). أصبحت الأسواق العالمية حتى أوائل مارس متقلبة للغاية، مع حدوث تقلبات كبيرة في الأسواق العالمية. في 9 مارس، سجلت معظم الأسواق العالمية انخفاض شديد استجابةً لوباء كوفيد 19 وحرب أسعار النفط الروسية-السعودية 2020. أصبح هذا يعرف بالعامية يوم الاثنين الأسود الأول، وفي ذلك الوقت، كان هذا أسوأ انخفاض منذ الركود العظيم في عام 2008.
بعد ثلاثة أيام من يوم الاثنين الأسود، وقع انخفاض آخر سُمِّيَ بيوم الخميس الأسود، حيث انخفضت الأسهم في جميع أنحاء أوروبا وأمريكا الشمالية بقيم أكثر من 9٪. شهد وول ستريت أكبر انخفاض له خلال يوم واحد منذ يوم الاثنين الأسود في عام 1987؛ إذ انخفض مؤشر فوتسي ميب التابع للبورصة الإيطالية بنحو 17٪، ليكون السوق الأكثر تضررًا خلال الخميس الأسود. على الرغم من الارتفاع المؤقت في 13 مارس (حيث عاشت الأسواق أفضل أيامها منذ عام 2008)، انخفضت مؤشرات وول ستريت الثلاثة بأكثر من 12٪ عندما أعيد فتح الأسواق في 16 مارس. خلال هذا الوقت، تبين وقوع مؤشرات سوق أسهم جميع دول مجموعة السبع و14 دولة من مجموعة العشرين ضمن سوق الدب (أو سوق الأسهم المتداعية).

### الاثنين الأسود الأول (9 مارس)

#### الانهيار
قبل الافتتاح، شهد سوق العقود الآجلة لمؤشر داو جونز الصناعي انخفاضًا قدره 1300 نقطة بسبب الوباء وانخفاض سعر النفط المذكور أعلاه، مما تسبب بحدوث لجم للتداول أو انقطاع في الدارة، وهذا أدى بدوره إلى تعليق سوق العقود الآجلة للتداول لمدة 15 دقيقة. اعتُبِر هذا الانخفاض المتوقع في 9 مارس من بين أكثر النقاط التي انخفض فيها مؤشر داو جونز الصناعي خلال يوم واحد. عندما افتتح السوق في 9 مارس، انخفض مؤشر داو جونز الصناعي بمقدار 1800 نقطة عند الافتتاح، أي أقل بمقدار 500 نقطة من التوقعات.
خسر مؤشر داو جونز الصناعي في الولايات المتحدة أكثر من 2000 نقطة، لتصفه صحيفة نيوز الدولية بأنه أكبر انخفاض في التعاملات اللحظية على الإطلاق. ضرب مؤشر داو جونز الصناعي عددًا من الدارات التجارية لكبح البيع المذعور. انخفضت أسهم شركات النفط شيفرون وإكسون موبيل بنحو 15٪. خسر مؤشر ناسداك المركب في الولايات المتحدة أكثر من 620 نقطة. انخفض مؤشر إس وبي 500 بنسبة 7.6٪، وانخفضت أسعار النفط بنسبة 22٪، وانخفضت عائدات سندات الخزانة الأمريكية خلال 10 سنوات و30 سنة إلى ما دون 0.40٪ و1.02٪ على التوالي. أنهى مؤشر إس وبي تسكس المركب الكندي اليوم بانخفاض يُقدّر بأكثر من 10٪. تراجع مؤشر إيفوإسبا في البرازيل بنسبة 12٪، ليمحو أكثر من 15 شهر من المكاسب التي حققها المؤشر. خسر مؤشر أسكس 200 الأسترالي بنسبة 7.3٪، وهو أكبر انخفاض يومي له منذ عام 2008، على الرغم من تحسن ذلك في وقت لاحق من اليوم. خسر مؤشر فاينانشال تايمز 100 في لندن بنسبة 7.7٪، حيث عانى من أسوأ انخفاض له منذ الأزمة المالية لعام 2008. شهدت بي بي ورويال داتش شل انخفاض في الأسعار خلال اليوم لحوالي 20٪ تقريبًا. انخفضت مؤشرات فوتسي ميب وكاك 40 وداكس أيضًا؛ إذ تأثرت إيطاليا بشكل كبير مع استمرار انتشار جائحة كوفيد 19 في البلاد، بحيث انخفضوا بنسبة 11.2٪ و8.4٪ و7.9٪ على التوالي. انخفض مؤشر ستوكس أوروبا 600 إلى أكثر من 20٪ مقارنةً بذروته المُسجَّلة في وقت سابق من العام.
تراجعت الأسهم في عدد من الأسواق الآسيوية -اليابان وسنغافورة والفلبين وإندونيسيا- بأكثر من 20٪ عن أعلى مستوياتها الأخيرة، لتدخل بذلك منطقة أسواق الأسهم المتداعية. في اليابان، انخفض مؤشر نيكاي 225 بنسبة 5.1٪. وفي سنغافورة، انخفض مؤشر ستريتس تايمز بنسبة 6.03٪. في الصين، انخفض مؤشر سي إس أي 300 بنسبة 3٪. في هونغ كونغ، انخفض مؤشر هانف سنغ بنسبة 4.2٪. في باكستان، شهد مؤشر بورصة باكستان أكبر انخفاض خلال يوم في تاريخ البلاد، حيث فقد 2302 نقطة أو 6.0٪ من قيمته. أقفل السوق على انخفاض مؤشر بورصة كراتشي 100 بنسبة 3.1٪. في الهند، سجل مؤشر مؤشر سينسيكس عند الإغلاق انخفاض بمقدار 1.942 نقطة ليصل إلى 35635 نقطة، بينما انخفض مؤشر نفتي بمقدار 538 نقطة ليصل إلى 10451 نقطة.
أشار بوب ماكنالي، مستشار سياسة الطاقة السابق لدى رئاسة جورج دبليو بوش، إلى أنه هذه أول مرة منذ عام 1930 و1931 تتزامن فيها صدمة الطلب السلبية الهائلة مع صدمة العرض. في الحالة السابقة سرّع قانون تعرفة سموت- هاولي بانهيار التجارة الدولية خلال فترة الكساد الكبير، بالتزامن مع اكتشاف حقل نفط شرق تكساس وطفرة نفط تكساس. افترضت صحيفة واشنطن بوست أن الاضطرابات المتعلقة بالوباء يمكن أن تؤدي إلى انهيار فقاعة ديون الشركات، مما يؤدي إلى تفاقم الركود وتفاقمه. أعلن البنك المركزي الروسي أنه سيعلق مشتريات سوق الصرف الأجنبي في الأسواق المحلية لمدة 30 يوم، بينما قام البنك المركزي البرازيلي بالمزاد العلني بمبلغ 3.465 مليار دولار أمريكي في سوق الصرف الأجنبي في معاملتين منفصلتين، وقام بنك المكسيك بزيادة برنامج مزادات العملات الأجنبية من 20 مليار دولار إلى 30 مليار دولار. بعد الإعلان عن برامج تحفيز مالي بقيمة 120 مليار دولار في 2 ديسمبر، أعلن رئيس الوزراء الياباني شينزو آبي عن إنفاق حكومي إضافي، بينما أعلن وزير المالية الإندونيسي سري مولياني عن حوافز إضافية أيضًا.

### الخميس الأسود (12 مارس)
الخميس الأسود كان انهيار سوق الأسهم العالمية في 12 مارس 2020، كجزء من انهيار سوق الأسهم الأكبر لعام 2020. عانت أسواق الأسهم الأمريكية من أكبر انخفاض خلال يوم واحد منذ انهيار سوق الأسهم في عام 1987. بعد الاثنين الأسود قبل ثلاثة أيام، نُسب يوم الخميس الأسود إلى جائحة كوفيد 19 وانعدام ثقة المستثمرين بالرئيس الأمريكي دونالد ترامب بعد أن أعلن حظر السفر لمدة 30 يوم إلى دول منطقة شنغن. بالإضافة إلى ذلك، قرر البنك المركزي الأوروبي، بقيادة كريستين لاجارد، عدم خفض أسعار الفائدة على الرغم من توقعات السوق، مما أدى إلى انخفاض العقود الآجلة لمؤشر ستاندرد آند بورز 500 بأكثر من 200 نقطة خلال أقل من ساعة.
أعلن بنك إندونيسيا عن مشتريات في السوق المفتوحة بقيمة 4 تريليون روبية (أو 276.53 مليون دولار) من السندات الحكومية، بينما صرح محافظ بنك إندونيسيا بيري وارجيو بأن مشتريات بنك إندونيسيا في السوق المفتوحة للسندات الحكومية قد ارتفعت إلى 130 تريليون روبية في العام و110 تريليون روبية منذ نهاية يناير. على الرغم من رفضه لخفض سعر الفائدة على الودائع، قام البنك المركزي الأوروبي بزيادة مشتريات الأصول بمقدار 120 مليار يورو (أو 135 مليار دولار)، بينما أعلن الاحتياطي الفيدرالي عن وجود 1.5 تريليون دولار في مشتريات السوق المفتوحة. أعلن رئيس الوزراء الأسترالي سكوت موريسون عن حزمة تحفيز مالي بقيمة 17.6 مليار دولار أسترالي. أعلن بنك الاحتياطي الهندي أنه سيجري مقايضة عملة بقيمة ستة مليارات دولار لمدة ستة أشهر للدولار الأمريكي، بينما أعلن البنك الاحتياطي الأسترالي عن إعادة شراء 8.8 مليار دولار أسترالي من السندات الحكومية. أعلن البنك المركزي البرازيلي مزادًا بقيمة 1.78 مليار دولار أمريكي من العملات الأجنبية.
أغلقت أسواق الأسهم في منطقة آسيا والمحيط الهادئ بانخفاضات إجمالية؛ حيث انخفض مؤشر نيكاي 225 من بورصة طوكيو ومؤشر هانغ سنغ في بورصة هونغ كونغ ومؤشر آي دي إكس المركب للبورصة الإندونيسية إلى أكثر من 20 ٪ دون أعلى مستوياته خلال 52 أسبوع. أغلقت أسواق الأسهم الأوروبية منخفضة بنسبة 11٪؛ حيث أُغلِق مؤشر فوتسي 100 في بورصة لندن وداكس في بورصة فرانكفورت وكاك 40 في يورونكست باريس وفوتسي ميب في البورصة الإيطالية بانخفاض يُقدَّر بأكثر من 20 ٪ مقارنةً بالذرى الأخيرة التي وصلت إليها. أُغلِق مؤشر داو جونز الصناعي بانخفاض يُقدَّر بنسبة 10٪ إضافية (متفوقًا على الرقم القياسي المسجل خلال يوم واحد في 9 مارس). انخفض ناسداك المركب بنسبة 9.4٪، وانخفض مؤشر إس وبي 500 بنسبة 9.5٪ (مع تراجع مؤشر ناسداك وإس وبي 500 بنسبة أكثر من 20٪ مقارنةً بالذرى المُسجَّلة سابقًا). أدى الانخفاض إلى تفعيل كبح التداول في بورصة نيويورك للمرة الثانية في ذلك الأسبوع. انخفضت أسعار النفط بنسبة 8٪، في حين ارتفعت عائدات سندات الخزانة الأمريكية لمدة 10 سنوات و30 سنة إلى 0.86٪ و1.45٪ (لينتهي منحنى العائد بشكل طبيعي).

#### الانهيار
عانى مؤشر داو جونز الصناعي الأمريكي ومؤشر ستاندرد آند بورز 500 من أكبر انخفاض في يوم واحد منذ انهيار سوق الأسهم في عام 1987، كما فعل مؤشر فاينانشال تايمز 100 البريطاني، الذي انخفض بنسبة 10.87٪. انخفض مؤشر إس وبي تسكس المركب الكندي بنسبة 12٪، وهو أكبر انخفاض له في يوم واحد منذ عام 1940. أغلق مؤشر فوتسي ميب الإيطالي بخسارة 16.92٪، وهو الأسوأ في تاريخه. انخفض مؤشر داكس الألماني بنسبة 12.24٪ ومؤشر كاك الفرنسي بنسبة 12.28٪. في البرازيل، انخفض مؤشر إيبوفيسبا بنسبة 14.78٪، بعد توقف التداول في السوق البرازيلي للضمانات والسلع والأوراق المالية الآجلة مرتين خلال اليوم، وانحدر كذلك دون مستوى 70.000 قبل أن يغلق عليه السوق بنقاط أعلى من ذلك. انخفض مؤشر نيفتي 50 في البورصة الوطنية في الهند بنسبة 7.89٪ إلى أكثر من 20٪ مقارنةً بذروته الأخيرة، بينما انخفض مؤشر سينسيكس في بورصة بومباي بمقدار 2919 (أو 8.18٪) ليصل إلى 32778 نقطة. انخفض مؤشر سوق الأسهم الرئيسي في بورصة جوهانسبرغ بنسبة 9.3٪. انخفض مؤشر ميرفال في بورصة بوينس آيرس بنسبة 9.5٪ إلى 19.5٪ خلال الأسبوع. كان تاريخ 12 مارس هو المرة الثانية، بعد 9 مارس، التي يحدث بها انقطاع دارة بنسبة 7٪ منذ تطبيقه في عام 2013.
في كولومبيا، سجل البيزو أدنى مستوى له على الإطلاق مقابل الدولار الأمريكي، عندما تداولت الأسواق 4000 بيزو مقابل الدولار للمرة الأولى على الإطلاق. كما سجل البيزو المكسيكي مستوى قياسي مقابل الدولار الأمريكي، حيث تداولت الأسواق 22.99 بيزو مكسيكي مقابل الدولار الأمريكي. انخفضت عملة البيتكوين المشفرة بنسبة 40٪، وهو أسوأ يوم لها منذ سبع سنوات. انخفضت العملات المشفرة الأخرى بشكل حاد أيضًا.

### الاثنين الأسود الثاني (16 مارس)
خلال عطلة نهاية الأسبوع السابقة، أعلنت مؤسسة النقد العربي السعودي عن حزمة خط ائتمان بقيمة 13 مليار دولار للشركات الصغيرة والمتوسطة، بينما أعلن رئيس جنوب إفريقيا سيريل رامافوسا عن حزمة حوافز مالية. أعلن مجلس الاحتياطي الفيدرالي أنه سيخفض هدف سعر الفائدة على الأموال الفيدرالية إلى 0٪ -0.25٪، وخفض متطلبات الاحتياطي إلى الصفر، وبدء برنامج تخفيف كمي بقيمة 700 مليار دولار.

خريطة توضح معدلات نمو الناتج المحلي الإجمالي الحقيقي في عام 2020، كما هو متوقع من قبل صندوق النقد الدولي حتى 24 يونيو

تراجعت العقود الآجلة لمؤشر داو بأكثر من 1000 نقطة وانخفضت العقود الآجلة لستاندرد آند بورز 500 بنسبة 5 ٪، مما أدى إلى انقطاع الدارة وكبح التداول. في يوم الاثنين 16 مارس، أغلقت أسواق الأسهم في آسيا والمحيط الهادئ وأوروبا بانخفاض؛ حيث سجل مؤشر إس وبي آسكس 200 انخفاض قياسي في يوم واحد بنسبة 9.7٪، منهارًا بنسبة 30٪ مقارنةً بالذروة التي وصل إليها في 20 فبراير. انخفض مؤشر داو جونز الصناعي وناسداك المركب وستاندرد آند بورز 500 بنسبة 12-13 ٪، مع تسجيل مؤشر داو انخفاض أكبر من ذاك الذي سجله في 12 مارس، ليتوقف التداول منذ البداية للمرة الثالثة (بعد 9 و12 مارس). انخفضت أسعار النفط بنسبة 10٪، في حين انخفضت عائدات سندات الخزانة الأمريكية لمدة 10 سنوات و30 عام إلى 0.76٪ و1.38٪ على التوالي (ولكن بقي منحنى العائد طبيعيًا لجلسة التداول الثالثة على التوالي).
أغلق مؤشر التقلب لسوق عقود بورصة شيكاغو عند 8269 نقطة في 16 مارس، وهو أعلى إغلاق على الإطلاق للمؤشر (على الرغم من وجود قمم أعلى خلال اليوم في 2008). في ظهر يوم 16 مارس، أعلن بنك الاحتياطي الفيدرالي في نيويورك أنه سيعيد شراء 500 مليار دولار حتى بعد ظهر ذلك اليوم. أعلن وزير المالية الإندونيسي سري مولياني عن 22 تريليون روبية إضافية من التحفيز المالي المتعلق بالضرائب. خفض البنك المركزي لجمهورية تركيا متطلبات الاحتياطي من 8٪ إلى 6٪. أعلن بنك اليابان أنه لن يخفض سعره البنكي أقل من ناقص 0.1٪ ولكنه سيجري المزيد من عمليات الشراء المفتوحة في الأسواق للصناديق المتداولة في البورصة. بعد تخفيضه لسعره البنكي بمقدار 25 نقطة أساس في 7 فبراير، أعلن البنك المركزي الروسي أنه سيبقي سعر الفائدة عند 6٪، بينما أعلن بنك كوريا أنه سيخفض سعر الفائدة بين عشية وضحاها بمقدار 50 نقطة أساس إلى 0.75٪. خفض البنك المركزي التشيلي سعر الفائدة القياسي، بينما خفض البنك الاحتياطي النيوزيلندي سعره النقدي الرسمي بمقدار 75 نقطة أساس إلى 0.25٪. أعلن البنك الوطني التشيكي أنه سيخفض سعر الفائدة المصرفية بمقدار 50 نقطة أساس إلى 1.75٪.

## سوق الأسهم

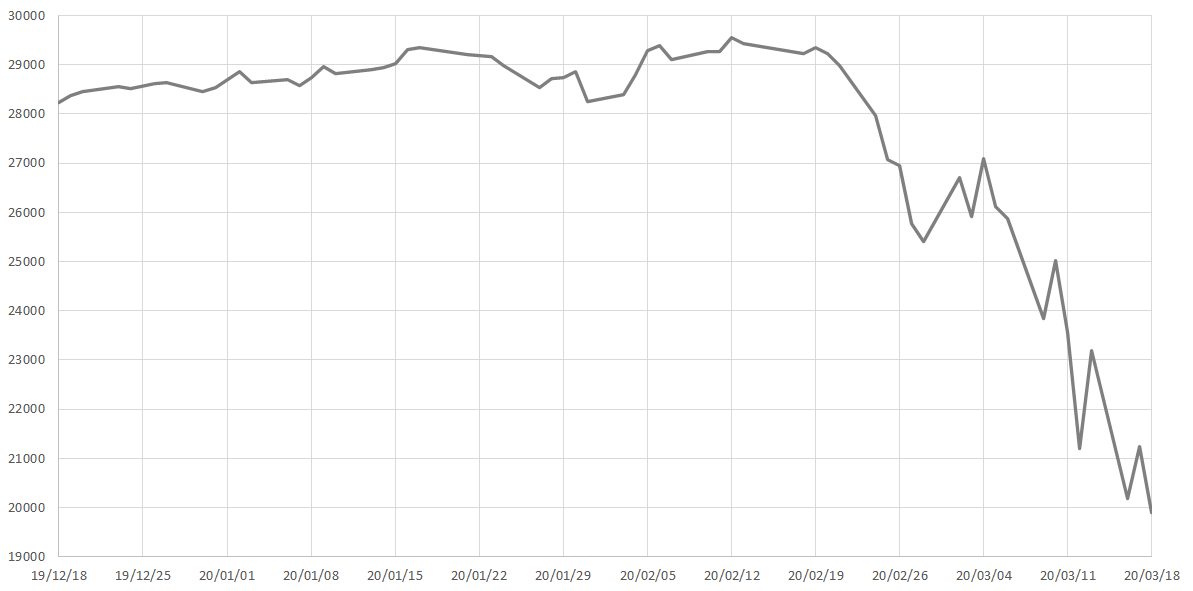
حركة مؤشر داو جونز الصناعي بين ديسمبر 2019 ومارس 2020 تُظهر أعلى مستوياتها على الإطلاق في فبراير، وانهيارها في فبراير ومارس خلال جائحة كوفيد-19

يوم الاثنين 24 فبراير/شباط 2020، انخفض مؤشر داو جونز الصناعي الأمريكي ومؤشر فوتسي 100 البريطاني بأكثر من 3٪ بعد انتشار تفشي فيروس كوفيد-19 بشكل كبير خارج الصين خلال عطلة نهاية الأسبوع. يأتي هذا بعد انخفاض مؤشرات البورصة بشكلٍ شديدٍ في القارة الأوروبية عقب الانخفاضات الكبيرة التي عرفتها آسيا. انخفض كل من مؤشر داكس 30 الألماني، وكاك 40 الفرنسي، وإيبكس 35 بنحو 4٪ وانخفض مؤشر فوتسي MIB بأكثر من 5٪. رافق ذلك انخفاضٌ كبيرٌ بسعر النفط وزيادةٌ كبيرةٌ بسعر الذهب (أعلى مستوى في سبع سنوات). في 27 فبراير/شباط -وبسبب المخاوف المتزايدة بشأن تفشي الفيروس- سجل العديد من مؤشرات الأسهم الأمريكية بما في ذلك ناسداك 100، وإس و بي 500، وداو جونز الصناعي انخفاضاتٍ شديدةً لم تشهدها منذ أزمة 2008، فانخفض مؤشر داو جونز 1119 نقطةً في أكبر انخفاضٍ منذ الأزمة المالية لعام 2008. في 28 فبراير/شباط 2020 سجلت أسواق الأوراق المالية في جميع أنحاء العالم أكبر انخفاضاتٍ في أسبوع واحد منذ الأزمة المالية لعام 2008.
بعد الأسبوع الثاني من الاضطراب وفي 6 مارس/آذار أغلقت أسواق الأسهم في جميع أنحاء العالم (على الرغم من أن ناسداك 100، ومؤشر إس وبي 500، ومؤشر داو جونز الصناعي كانت قد أغلقت خلال الأسبوع)، في حين انخفضت عائدات أسناد الخزينة الأمريكية لأجل 10 سنوات و30 سنة إلى أدنى قيمةٍ قياسيةٍ لها تحت 0.7% و1.26% على التوالي، ووقع الرئيس الأمريكي دونالد ترامب على قانون مخصصات الطوارئ وإجراءات مكافحة الجائحة بما فيها 8.3 مليار دولار من الإنفاق الحكومي.
في 5 مارس/آذار فشلت أوبك بلاس (بالإنجليزية: OPEC +) على اتفاقٍ لتخفيض إنتاج النفط بسبب الرفض الروسي، وفي 7 منه أعلنت كلٌّ من السعودية وروسيا عن زياداتٍ في إنتاج النفط بمجرد انتهاء اتفاق تحديد سقف الإنتاج نهاية الشهر، وهوت أسعار النفط بنسبة 25%.

### أسبوع 9-13 مارس 2020
صباح يوم 9 مارس انخفض مؤشر إس وبي 500 بنسبة 7% خلال أربع دقائق بعد افتتاح البورصة ما أدى إلى قطع التداول لأول مرة منذ الأزمة المالية 07-2008. أوقف التداول لمدة 15 دقيقة. في نهاية التداول شهدت أسواق الأسهم في جميع أنحاء العالم انخفاضاتٍ هائلةً (انخفض مؤشر ستوكس إكس 600 أكثر من 20% وكان هذا أقل من ذروته التي كان بلغها سابقاً هذا العام)، مع تجاوز مؤشر داو جونز الصناعي الانخفاض السابق الذي استمر ليومٍ واحدٍ في 27 فبراير/شباط بقيمة 2014 نقطة (أو 7.8%). بلغت عائدات أسناد الخزينة الأمريكية لأجل 10 سنوات و30 سنة قيمةً دنيا جديدةً مع انخفاض الأسناد إلى أقل من 1% لأول مرةٍ في التاريخ.
في 12 مارس أغلقت أسواق الأوراق المالية في منطقة آسيا والمحيط الهادئ (مع تراجع مؤشر نيكاي 225 الياباني وبورصة طوكيو إلى أقل من 20%، وهو أدنى من المستوى المرتفع الذي استمر لمدة 52 أسبوعاً). وأغلقت أسواق البورصة الأوروبية عند قيمة 11% (أسوأ انخفاضٍ لمدة يومٍ واحدٍ في التاريخ)، بينما أغلق مؤشر داو جونز الصناعي عند قيمة 10% إضافية (متفوقاً على الرقم القياسي المسجل ليومٍ واحدٍ في 9 مارس/آذار)، وانخفض مؤشر ناسداك 9.4%، ومؤشر إس وبي 500 بقيمة 9.5% (مع انخفاض ناسداك 100، وإس وبي 500 أيضاً إلى أكثر من 20% من ذروة انخفاضهما)، وأدى الانخفاض إلى تنشيط قيود التداول في بورصة نيويورك للمرة الثانية ذلك الأسبوع. انخفضت أسعار النفط بنسبة 8% بينما ارتفعت عائدات أسناد الخزانة الأمريكية لأجل 10 سنوات و30 سنة إلى 0.86% و1.45% (وانتهى منحنى العائد بشكل طبيعي). في 15 مارس خفض بنك الاحتياطي الفيدرالي الأمريكي معدل الفائدة الأساسي بنسبة ربع نقطة مئوية كاملة إلى نطاقٍ مستهدفٍ من 0% إلى 0.25%، ولكن ردّاً على ذلك انخفضت مستقبليات (بالإنجليزية: Futures) إس وبي 500 والنفط الخام بسبب استمرار مخاوف السوق.

## أسعار النفط

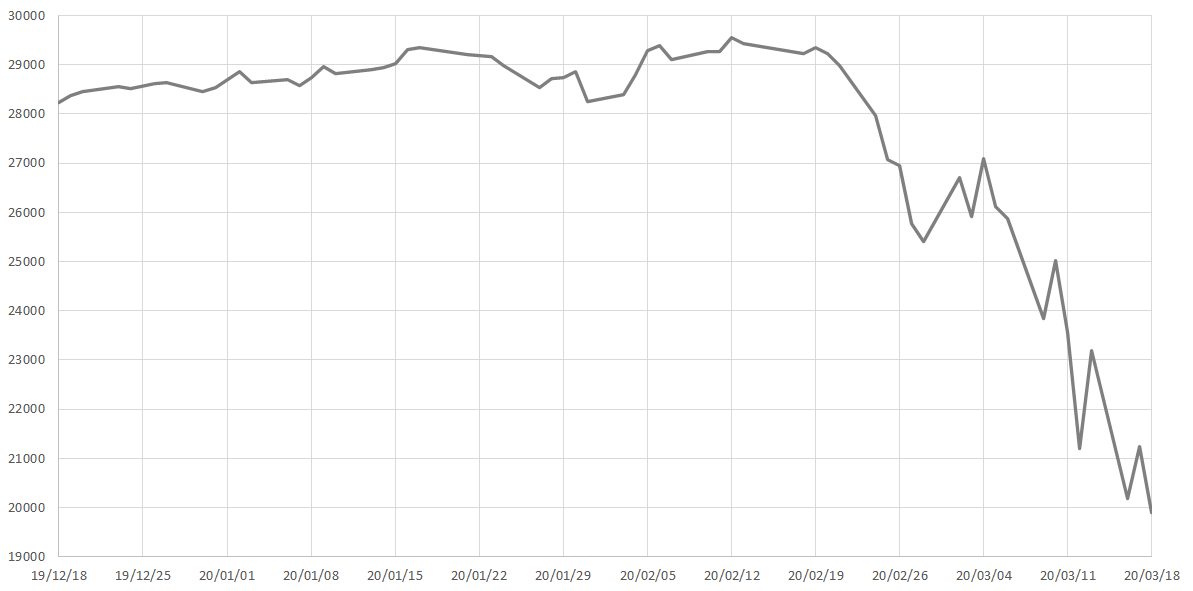
حركة أسعار خام غرب تكساس الوسيط من عام 2019، مع تغيرات حادثة انهيار سوق الأسهم ملونة بالأحمر.

أثر انخفاض الطلب على السفر ونقص نشاط المصانع، بسبب تفشي المرض بصورة كبيرة، على الطلب على النفط، ما تسبب في انخفاض سعره. في منتصف فبراير، توقعت الوكالة الدولية للطاقة أن يكون نمو الطلب على النفط في عام 2020 الأقل منذ عام 2011. أدى انخفاض الطلب الصيني إلى اجتماع منظمة الدول المصدرة للنفط (أوبك) لمناقشة إمكانية خفض الإنتاج لموازنة الخسارة في الطلب. أبرم اتحاد المنتجين اتفاقًا مؤقتًا لخفض إنتاج النفط بمقدار 1.5 مليون برميل في اليوم بعد الاجتماع في فيينا بتاريخ 5 مارس 2020، ما سيخفض مستويات الإنتاج إلى أدنى مستوياتها منذ حرب العراق. توقعت شركة التحليلات خيس ماركيت انخفاض الطلب العالمي على النفط الخام بمقدار 3.8 مليون برميل في اليوم خلال الربع الأول من 2020، غالبًا نتيجة توقف نشاط الصين الاقتصادي بسبب الفيروس، وتوقعت أول انخفاض سنوي في الطلب على النفط الخام منذ الأزمة المالية 2007-2008.
رغم ذلك، رفضت روسيا التعاون مع تخفيضات أوبك، ناهية بذلك الاتفاقية مع أوبك والتي استمرت منذ عام 2016. رفضت روسيا لاعتقادها بأن نمو استخراج النفط الصخري في الولايات المتحدة، والذي لم يكن جزءًا من أي اتفاقية مع أوبك، سيتطلب خفضًا مستمرًا للمستقبل المنظور. كما أن الأسعار المنخفضة ستضر صناعة الصخر الزيتي في الولايات المتحدة عن طريق فرض أسعار أقل من تكاليف التشغيل لكثير من منتجي الصخر الزيتي، وبالتالي الانتقام من الضرر الذي لحق بالموارد المالية الروسية وأوبك. أدى توقف المحادثات أيضًا إلى الفشل في تمديد الخفض في الإنتاج البالغ 2.1 مليون برميل في اليوم، والذي كان من المقرر أن ينتهي في نهاية شهر مارس.
في 8 مارس عام 2020، أعلنت المملكة العربية السعودية بشكل غير متوقع أنها عوضًا عن ذلك ستزيد إنتاج النفط الخام وتبيعه بخصم (قدره 6-8 دولارات بالبرميل) للزبائن في آسيا والولايات المتحدة وأوروبا، عقب انهيار المفاوضات. قبل الإعلان، كانت أسعار النفط قد انخفضت بنسبة أكثر من 30% منذ بداية العام، وبعد إعلان المملكة العربية السعودية انخفضت بنسبة 30% أخرى، ومع ذلك انتعشت لاحقًا بصورة جزئية. شهد خام برنت، والذي كان يستخدم لتسعير ثلثي مخزون العالم من النفط الخام، أكبر انخفاض منذ حرب الخليج الثانية عام 1991 ليلة 8 مارس. انخفض سعر خام غرب تكساس الوسيط إلى أدنى مستوى منذ فبراير 2016. تسببت مخاوف حرب أسعار النفط الروسية-السعودية في انهيار في أسهم الولايات المتحدة، وتركت تأثيرًا خاصًا على المنتجين الأمريكيين للنفط الصخري. في 13 مارس، سجلت أسعار النفط أكبر انخفاض لها خلال أسبوع واحد منذ عام 2008.
في 13 مارس عام 2020، أعلن رئيس الولايات المتحدة دونالد ترامب أنه قد قام بتوجيه وزارة الطاقة الأمريكية لشراء النفط لمخزون البترول الاستراتيجي الأمريكي. سيسمح ذلك بشراء ما يصل إلى 92 مليون برميل. في ذلك الوقت، كان الاحتياطي يحتوي على 635 مليون برميل مقابل سعة تصل إلى 727 مليون. وصفت واشنطن بوست ذلك بأنه «إنقاذ شركات النفط المحلية»، رغم أنه من المتوقع أن يكون التأثير على الأسعار ضئيلا في سوق الـ 100 مليون برميل في اليوم. في 14 مارس، توقعت غولدمان ساكس شراء ثلث شركات النفط وخدمات النفط في الولايات المتحدة من قبل المنافسين، أو توقفها عن عملها بسبب انخفاض أسعار النفط.

## سوق الأسناد
أدى وجود قروضٍ كبيرةٍ من قبل شركاتٍ ذات تصنيفٍ أعلى بقليلٍ من السيئ قبل جائحة فيروس كورونا إلى جانب ازدياد قروض الاستدانة -التي تُقدم للشركات التي لديها حجوم كبيرة من الديون- إلى إضعاف النظام المالي. قد يؤدي انهيار هذه الفقاعة في ديون الشركات إلى تعريض قدرتها على تسديد ديونها للخطر مع احتمال تفاقم حالة الركود التالية. في يناير/كانون الثاني انخفضت ديون الشركات الأمريكية الجديدة بنسبة 10% عن العام السابق ما قد يشير إلى زيادة حذر المستثمرين. مع بدء الشعور بالتأثير الاقتصادي لجائحة فيروس كورونا حذرت مصادر إخبارية مالية عديدة من احتمال حدوث سلسلة من التأثيرات على ديون الشركات غير المسددة البالغة 10 تريليون دولار. ما بين منتصف فبراير وأوائل مارس زاد المستثمرون أقساط التأمين أو العائد الإضافي، للاحتفاظ بالسندات غير المهمة بمقدار أربعة أضعاف أقساط التأمين المطلوبة من كبار مقرضي الائتمان، ما يشير إلى زيادة الحذر.
خلال انهيار سوق الأسهم 2020 الذي بدأ أسبوع 9 مارس/آذار تحركت أسعار الأسناد بصورةٍ غير متوقعةٍ بنفس اتجاه أسعار الأسهم. تعتبر السندات بصورةٍ عامةٍ أكثر أماناً من الأسهم، لذا سيبيع المستثمرون الواثقون السندات لشراء الأسهم، وسيبيع المستثمرون الحذرون الأسهم لشراء السندات، بمعنى أن كلّاً منهما يتحرك بعكس الآخر. إلى جانب الحركة غير المتوقعة للأسناد بالتوافق مع الأسهم أفادت مكاتب الأسناد أنه أصبح من الصعب تداول أنواع مختلفة من الأسناد، بما في ذلك أسناد البلديات، وأسناد الشركات، وحتى أسناد الخزينة الأميركية. قالت صحيفة نيويورك تايمز إن هذا مقترن بانخفاض أسعار الذهب الآجلة ما يشير إلى أن كبار المستثمرين كانوا يعانون من أزمةٍ ماليةٍ ويحاولون بيع أية أصولٍ يمكنهم بيعها. مع سعي كبار المستثمرين إلى البيع اتسع الفارق بين أسعار الباعة ومطالب المشترين. نتيجة عجز البنوك عن بيع الأسناد التي تحتفظ بها توقفت أيضاً عن شراء الأسناد. ومع انخفاض عدد التجار، أثرت التداولات القليلة المتبقية بصورةٍ كبيرةٍ على أسعار الأسناد. انخفض عمق السوق في أسناد الخزانة -وهو مقياس السيولة- إلى أدنى مستوىً له منذ أزمة عام 2008.
في 12 مارس/آذار اتخذ مجلس الاحتياطي الفيدرالي الأمريكي إجراءً غير مسبوقٍ تقريباً -على حد تعبيره- «لمعالجة الاضطرابات غير الاعتيادية في أسواق تمويل الخزانة، المرتبطة بتفشي فيروس كورونا».
أعلن بنك الاحتياطي الفيدرالي في نيويورك أنه سيقدم 1.5 تريليون دولار في اتفاقيات إعادة الشراء في أسناد الخزانة الأمريكية لتسهيل عمل السوق قصيرة الأجل التي تستخدمها البنوك لإقراض بعضها بعضاً. أعلن بنك الاحتياطي الفيدرالي في نيويورك أنه سيشتري 60 مليار دولار من أسناد الخزانة خلال الشهر المقبل للحفاظ على عمل سوق الأسناد. كان الاستيلاء على الأسواق خطوةً حاسمةً في أزمة الرهن العقاري التي أدت إلى الأزمة المالية في 07-2008، وبدا أن الاحتياطي الفيدرالي يرغب بالتصرف بصورة سريعة. في 15 مارس -بالإضافة إلى خفض أسعار الفائدة- أعلن أنه سيشتري ما لايقل عن 500 مليار دولار من الخزائن و200 مليار دولار على الأقل من أسناد الرهن العقاري المدعومة من الحكومة على مدى الأشهر القليلة القادمة. في 16 مارس، مع انخفاض سوق الأسهم، قفزت أسعار الأسناد وفقًا لعلاقتهما التاريخية العكسية.
في 17 مارس أعلن الاحتياطي الفيدرالي أنه سيستخدم دائرة تمويل الأوراق التجارية -التي استخدمت لأول مرة في الأزمة المالية 07-2008- لشراء نحو 350 مليار دولار من الأوراق التجارية، وبالتالي زيادة كمية النقد في سوق الأوراق التجارية التي تستخدمها الأعمال لدفع الفواتير وغيرها من الطلبات قصيرة الأجل. تؤثر الأوراق التجارية بصورة مباشرة على أسواق القروض العقارية وقروض السيارات بالإضافة إلى الائتمان للشركات صغيرة ومتوسطة الحجم. أذنت وزارة الخزانة الأمريكية بمبلغ 10 مليارات دولار لدعم أي خسائر تكبدها بنك الاحتياطي الفيدرالي من خلال اللجوء إلى صندوق تثبيت أسعار الصرف التابع لوزارة الخزانة. انتعشت أسواق الأسهم الأمريكية على إثر هذه الأخبار.
في 19 مارس أعلن البنك المركزي الأوروبي عن برنامج شراء للأسناد بقيمة 750 مليار يورو (820 مليار دولار) -والمسمى برنامج الشراء الخاص بطوارئ الأوبئة- للتخفيف من اضطرابات السوق. خلافاً لمشتريات الأصول السابقة للبنك المركزي الأوروبي ضُمّنت أسناد الحكومة اليونانية. كان رد فعل الأسواق إيجابياً إذ انخفض العائد على الأسناد الحكومية الإيطالية إلى 1.542% من 2.5% في اليوم السابق. صرحت رئيسة البنك المركزي الأوروبي كريستين لاغارد: «الأوقات الاستثنائية تتطلب إجراءاتٍ استثنائية. لاتوجد حدود لالتزامنا تجاه اليورو».

## الأثر على كل دولة

### أفريقيا
في أبريل من عام 2020، بدت أفريقيا جنوب الصحراء الكبرى في بداية الدخول في الركود الاقتصادي الأول لها منذ 25 سنة، لكن الركود يبدو هذه المرة أنه سوف يستمر لمدة أطول. توقع البنك الدولي أن الاقتصاد الإجمالي لأفريقيا جنوب الصحراء سوف يتقلص بمقدار 2.1% إلى 5.1% خلال عام 2020. بشكل إجمالي، تدين الدول الأفريقية للصين بمبلغ 152 مليار دولار أمريكي نتيجة القروض المسحوبة بين عامي 2010 و2018؛ اعتبارًا من مايو 2020، ناقشت الصين فكرة تمديد المواعيد النهائية لسداد الديون، وفي يونيو 2020، أعلن الرئيس الصيني شي جين بينغ عن إعفاء بعض الدول الأفريقية من سداد بعض القروض التي لا تشمل فائدة.

#### بوتسوانا
تأثرت بوتسوانا بالانخفاض الكبير في كل من تجارة الألماس والسياحة والقطاعات الاقتصادية الأخرى.

#### مصر
تلقى الاقتصاد المصري صدمة ثقيلة نتيجة الركود الاقتصادي العالمي. توقف القطاع السياحي الذي كان يوظف واحدًا من كل مصريين ويساهم بنحو 5% من الناتج الإجمالي المحلي عن العمل، كما يُتوقع أن تتراجع التحويلات المالية من العاملين خارج البلاد، والمسؤولة عن 9% من الناتج الإجمالي المحلي. دفع انخفاض أسعار الوقود وتراجع الطلب التجاري ببعض شركات الشحن إلى التخلي عن استخدام قناة السويس، واختيار الالتفاف حول القارة عبر الطريق المحاذي لرأس الرجاء الصالح، ما أدى إلى انخفاض عائدات العبور الواردة إلى الحكومة.

#### إثيوبيا
تعتمد إثيوبيا بشكل كبير على عائدات الصادرات على متن شركة النقل الجوي الخاصة بها، والمعروفة باسم الخطوط الجوية الإثيوبية، والتي أوقفت رحلات على 80 خط طيران. تراجعت صادرات الأزهار وبقية المنتجات الزراعية بشكل ملحوظ.

#### ناميبيا
ذكر البنك المركزي في ناميبيا تقلص اقتصاد البلاد بنسبة 6.9%، وهو أكبر مقدار تقلص في الناتج الإجمالي المحلي منذ استقلال البلاد عام 1990. خسر مجالا السياحة والفنادق نحو 26 مليار دولار ناميبي بالإضافة إلى إلغاء نحو 125,000 وظيفة. أعلن البنك المركزي أيضًا أن قطاع استخراج الألماس سوف يتقلص بنسبة 14.9% خلال عام 2020، في حين قد يتعرض قطاع تعدين اليورانيوم إلى تقلص يصل إلى 22%.

#### زامبيا
تواجه زامبيا أزمة ديون شديدة. تذهب نسبة تصل إلى نصف الميزانية الوطنية لسداد فوائد الديون، مع وجود تساؤلات حول تمكن البلاد من الاستمرار في تسديد الدفعات المستحقة عليها مستقبلًا.

### القارتان الأمريكيتان

#### الأرجنتين
دخلت الأرجنتين فترة الإفلاس السيادي التاسعة في تاريخها بسبب الركود. كان من المفروض أن تتولى الحكومة السيطرة على شركة فيسنتين التي تعتبر واحدة من كبرى شركات التصدير الزراعي بعد دخولها في دين يصل إلى أكثر من 1.35 مليار دولار أمريكي.

#### بيليز
من المتوقع أن يؤدي تراجع حركة السفر إلى إدخال بيليز في فترة من الركود الاقتصادي العميق خلال عام 2020.

#### البرازيل
توقعت الحكومة البرازيلية أن اقتصاد البلاد سوف يشهد أكبر انهيار له منذ عام 1990، وذلك مع تراجع الناتج الإجمالي المحلي بمقدار 4.7%. في الربع الأول من عام 2020، كان الناتج الإجمالي المحلي أقل بنسبة 1.5% منه في الربع الأول من عام 2019، وبالتالي انخفض إلى المستوى ذاته الذي سجله عام 2012.

#### كندا
بحلول مايو من عام 2020، وصل معدل البطالة الوطني في كندا إلى 13.7%.
ازداد عدد العاطلين عن العمل بمقدار ثلاثة ملايين شخص، كما انخفض عدد ساعات العمل بمقدار 30% بين شهري فبراير وأبريل 2020. انخفضت المبيعات الصناعية الكندية في مارس إلى أدنى مستوياتها منذ منتصف عام 2016، إذ انخفضت مبيعات مصنعي السيارات وتجار قطع الغيار بنسبة تزيد عن 30%.
ردًا على ذلك، أصدرت الحكومة الكندية عدة برامج من المساعدات منها، برنامج الاستجابة للطوارئ الكندي وبرنامج مساعدات الطلاب للطوارئ الكندي وبرنامج دعم الرواتب الطارئ الكندي. أغلق مركز ويست إدمونتون التجاري للمرة الأولى في تاريخه المنتزه المائي العالمي ومدينة غالاكسي لاند الترفيهية بشكل مؤقت.

#### المكسيك
كان الوضع الاقتصادي في المكسيك سيئًا قبل الأزمة حتى، إذ تعرضت لركود اقتصادي بسيط عام 2019. كانت خطط التنمية الاقتصادية للرئيس أندريس مانويل لويس أوبرادور معتمدة على الموارد المالية القادمة من مبيعات شركة النفط الوطنية بيميكس، لكن الانهيار في أسعار النفط أثار شكوكًا حول نجاح هذه الخطط. بعيدًا عن النفط، يعتمد اقتصاد البلاد أيضًا على السياحة والتجارة مع الولايات المتحدة إضافة إلى التحويلات المالية، وهي مجالات تأثرت جميعًا بالجائحة. أدت هذه الأسباب جميعًا إلى دخول المكسيك في أزمة اقتصادية قد تكون الأسوأ في تاريخ البلاد، والأسوأ في أمريكا الجنوبية بعد الأزمة الفنزويلية.

#### الولايات المتحدة
قبل الجائحة، بدت بعض علامات دخول الولايات المتحدة في فترة كساد. انقلب منحني الإنتاجية في الولايات المتحدة في منتصف عام 2019، الأمر الذي ينذر عادة بالدخول في فترة ركود جديدة.
بدءًا من مارس عام 2020، ازداد فقدان العاملين لوظائفهم. فُقد أكثر من 16,000,000 فرصة عمل في الولايات المتحدة خلال الأسابيع الثلاث وصولًا إلى الرابع من أبريل. وصلت طلبات البطالة إلى رقم قياسي تاريخي، إذ قُدم 3,300,000 إعلان بطالة خلال الأسبوع السابق للحادي والعشرين من مارس (كان الرقم القياسي السابق 700 ألف إعلان بطالة في عام 1982). في الثامن من مايو، أعلن مكتب إحصائيات العمل عن معدل بطالة رسمي يصل إلى 14.7%، وهو الأعلى في تاريخ البلاد منذ عام 1941، أما معدل البطالة المضاف إليه أصحاب الوظائف غير الكافية للمعيشة والأعمال ذات الوقت الجزئي فيصل إلى 22.8%.
انخفض الدعم المالي للمطاعم بشكل كبير على امتداد البلاد، كما خفضت شركات الطيران عملياتها على نطاق واسع. أوقفت الشركات الثلاث الكبرى المصنعة للسيارات إنتاجها. في أبريل، تراجعت عمليات بناء المنازل الجديدة بنسبة 30%، لتصل إلى أدنى معدلاتها منذ خمس سنوات.
خسر نحو 5.4 مليون أمريكي ضمانهم الصحي بين شهري فبراير ومايو من عام 2020 بعد خسارة وظائفهم.
ارتفع مؤشر التوتر المالي الصادر عن البنك الاحتياطي الفدرالي في سانت لويس بشكل حاد من تحت الصفر إلى 5.8 خلال شهر مارس 2020. ذكرت وزارة التجارة الداخلية أن إنفاق المستهلكين انخفض بنسبة 7.5% خلال شهر مارس 2020. كان هذا أكبر انخفاض شهري في الاستهلاك منذ بداية توثيقه عام 1959. نتيجة ذلك، انخفض الناتج الإجمالي المحلي للبلاد بمعدل 4.8% خلال الربع الأول من عام 2020.
في السابع والعشرين من مارس 2020، جرى التوقيع على قانون حوافز اقتصادية هو الأكبر في تاريخ البلاد، دُعيت هذه الحزمة التي تبلغ قيمتها ترليوني دولار أمريكي باسم قانون مكافحة فيروس كورونا، ودعم جهود الإغاثة، وتعزيز الأمن الاقتصادي، أو اختصارًا قانون كيرز.
أعلن مكتب الموازنة التابع للكونغرس في مايو 2020 ما يلي:
- ارتفع معدل البطالة في البلاد من 3.5% في فبراير حتى 14.7% في أبريل، ممثلًا تراجعًا يصل إلى أكثر من 25 مليون موظف، بالإضافة إلى خروج أكثر من 8 ملايين شخص من القوة العاملة.
- تركز التراجع في الوظائف على مجالات العمل التي تحتاج إلى «التواصل الشخصي» مثل البيع في المتاجر والتعليم والرعاية الصحية والترفيه والضيافة. على سبيل المثال، فُقدت 8 ملايين من أصل 17 مليون وظيفة في مجال الترفيه والضيافة بين شهري مارس وأبريل.
- من المتوقع أن تلقي الأزمة الاقتصادية أثرها بشكل مفرط على المشاريع الصغيرة والحديثة بشكل خاص، إذ أن هذه المشاريع تفتقر عادة إلى الاحتياطي المالي.
- انخفض الإنفاق الاستهلاكي الحقيقي (المعدل وفقًا للتضخم) بنسبة 17% بين شهري فبراير وأبريل، مع وصول التباعد الاجتماعي إلى ذروته. في أبريل، انخفضت مبيعات السيارات والشاحنات الخفيفة بنسبة 49% عن المعدل الشهري المسجل في أواخر عام 2019. تراجعت طلبات التقديم على الرهون العقارية بنسبة 30% في أبريل 2020 بالمقارنة مع أبريل 2019.
- قدرت التوقعات انخفاض الناتج الإجمالي المحلي الحقيقي بنسبة سنوية تصل إلى 38% في الربع الثاني من العام، أو بنسبة 11.2% بالمقارنة مع الربع السابق، مع العودة إلى نمو إيجابي في الربع الثالث من العام بنسبة 5.0% و2.5% في الربع الرابع. على الرغم من ذلك لا يُتوقع أن يعود الناتج الإجمالي المحلي الحقيقي إلى مستوى الربع الرابع من عام 2019 حتى عام 2022 أو بعده.
- من المتوقع أن تصل معدلات البطالة إلى قيمة وسطية هي 11.5% عام 2020 و9.3% عام 2021.[279]

في يونيو 2020، قال المحلل الاقتصادي جيم كريمر إن الاستجابة على الركود الاقتصادي الناتج عن جائحة فيروس كورونا أدى إلى أكبر انتقال في الثروة إلى الأغنياء فاحشي الثراء في التاريخ المعاصر.

### آسيا والمحيط الهادئ

#### أستراليا
كانت أستراليا قبل هذه الأزمة المالية تعاني من موسم حرائق غابات واسعة ومكلفة أدى إلى إلحاق الضرر بالاقتصاد والطرق التجارية المحلية. ليس ذلك فقط، بل إن أستراليا تعرضت إلى تباطؤ ملحوظ في النمو الاقتصادي، حتى أن بعض الاقتصاديين ذكروا في أواخر عام 2019 أن أستراليا كانت «تترنح على حافة الركود الاقتصادي». نتيجة لذلك ولتأثيرات الركود الاقتصادي، تتوقع أستراليا ركودًا حادًا يؤدي إلى إيقاع 10% على الأقل من البالغين القادرين على العمل في البطالة وفقًا لوازرة المالية الأسترالية، إضافة إلى انخفاض يصل إلى 6.7% من الناتج الإجمالي المحلي على أقل تقدير وفقًا لصندوق النقد الدولي. في أبريل 2020، توقع مستشار مائي نقصًا في الأرز وعدد من المواد الأساسية خلال الجائحة إلا في حال تعديل المخصصات المائية العائدة للمزارعين.
من المتوقع أن تصل نسبة البطالة -المقدرة حاليًا بـ 5.1%- إلى 10.0% لتكون الأعلى منذ 25 عامًا، وذلك وفقًا للبيانات التي أصدرتها وزارة المالية في أبريل من عام 2020. ضاعفت الحكومة مصروف الباحث عن العمل (وهو مساعدة مالية حكومية مقدمة للعاطلين عن العمل) في أبريل، لكن رئيس الوزراء سكوت موريسون قال إن هذا المبلغ سوف يُخفض غالبًا بعد انتهاء الجائحة.
اعتبارًا من أبريل 2020، صُرف أكثر من مليون شخص من وظائفهم بسبب آثار الركود الاقتصادي. تقدم أكثر من 280,000 شخص بطلبات دعم للعاطلين عن العمل في يوم الذروة.

#### بنغلادش
يعتمد اقتصاد بنغلادش بشكل كبير على صناعة الملابس والتحويلات المالية من العاملين في الخارج. تلقت صناعة الملابس خسائر ثقيلة بسبب الجائحة، علاوة على أنها دخلت في تراجع منذ عام 2019. أما بالنسبة إلى الحوالات، فمن المتوقع أن تتراجع بنسبة 22%.

#### الصين
نتيجة للركود الاقتصادي، سجل الاقتصاد الصيني تقلصًا للمرة الأولى منذ خمسين عامًا تقريبًا. انخفض الناتج الإجمالي المحلي في الربع الأول من عام 2020 بنسبة 6.8% سنةً بسنة، ونسبة 9.8% ربعًا بربع، كما انخفض الناتج الإجمالي المحلي لمقاطعة خوبي بنسبة 39.2% خلال الفترة ذاتها.
في مايو 2020، أعلن رئيس مجلس الدولة الصيني لي كه تشيانغ أن الحكومة المركزية، وفي سابقة هي الأولى في تاريخها، لن تضع هدفًا للنمو الاقتصادي لعام 2020، وذلك مع تقلص الاقتصاد بنسبة 6.8% بالمقارنة مع 2019 ومواجهة الصين أوقاتًا «غير متوقعة». لكن الحكومة إلى جانب ذلك ذكرت نيتها إنشاء تسعة ملايين شاغر عمل مدني جديد بحلول نهاية العام.
في أواخر شهر يناير، توقع خبراء الاقتصاد تعافيًا اقتصاديًا من نموذج حرف ’في’ (تحسن سريع في الاقتصاد). بحلول شهر مارس، أصبحت الأمور مجهولة وغير متوقعة.

#### فيجي
في الثامن عشر من مارس، خفض بنك فيجي الاحتياطي معدل الفائدة الليلي (الحد الأدنى من الفوائد) وتوقع وقوع الاقتصاد المحلي في ركود بعد عقود من النمو الاقتصادي. لاحقًا في الخامس والعشرين من يونيو، توقع البنك الوطني تقلص اقتصاد البلاد بشكل كبير خلال هذا العام بسبب تراجع الاستهلاك والاستثمار المترافقين بخسارة الكثير من العاملين لوظائفهم. بقي التضخم الاقتصادي السنوي ضمن المجالات السبية في مايو (1.7% تحت الصفر)، ومن المتوقع أن يصل إلى 1% بحلول نهاية العام.
معدل الفائدة الليلي هو نسبة فائدة أساسية يستخدمها بنك فيجي الاحتياطي لإعلان سياسته النقدية بشكل واضح. يشير خفض معدل الفائدة الليلي إلى تخفيف شدة السياسة النقدية.

#### الهند
توقع صندوق النقد الدولي وصول معدل النمو الاقتصادي الهندي في عام 2020-21 المالي إلى 1.9%، أما في العام المالي التالي، فمن المتوقع أن يصل هذا المعدل إلى 7.4%. توقع صندوق النقد الدولي أيضًا أن الهند والصين هما الاقتصادان الكبيران الوحيدان اللذان سوف يحافظان على معدلات نمو إيجابية.

#### العراق
بما أن 90% من الوارد المالي الحكومي يأتي من مبيعات النفط، سوف يمثل الركود الاقتصادي والانخفاض المرافق في أسعار النفط ضربة قوية للاقتصاد العراقي.

#### اليابان
في اليابان، تقلص الناتج الإجمالي المحلي في الربع الرابع من عام 2019 بنسبة 7.1% عن الربع السابق بسبب عاملين أساسيين. الأول هو رفع الحكومة لضريبة الاستهلاك من 8% إلى 10% على الرغم من اعتراض المواطنين. السبب الآخر هو الآثار المدمرة لإعصار هاجيس المعروف أيضًا باسم إعصار ريوا 1 الياباني الشرقي أو الإعصار رقم 19. وُصف هذا الإعصار بالركود الثامن والثلاثين، وهو الإعصار التاسع، والإعصار الخارق الثالث ضمن موسم أعاصير المحيط الهادئ لعام 2019، وكان أقوى إعصار يصيب بر اليابان الأساسي منذ عقود، وأحد أكبر الأعاصير المسجلة ضمن قطر أعظمي يصل إلى 825 ميلًا بحريًا (1529 كيلومتر). كان هذا الإعصار أكثر أعاصير المحيط الهادئ المسجلة تكلفة مادية، متجاوزًا الرقم القياسي الذي سجله إعصار ميريل عام 1991 بأكثر من 5 مليارات دولار أمريكي (بعد التعديل بشكل مناسب للتضخم). في مدينة هاكوني السياحية، هطلت كمية قياسية من الأمطار تصل إلى ارتفاع متر تقريبًا (942.3 ميليمتر) خلال 24 ساعة فقط. يضيف هذا إلى تأثير الجائحة على حياة الأشخاص وعلى الاقتصاد، لذلك أعلن رئيس الحكومة عن حزمة دعم اقتصادي «ضخمة» سوف تمثل 20% من الناتج الإجمالي المحلي.

#### لبنان
منذ أغسطس 2019، يمر لبنان بفترة من الركود الاقتصادي الشديد الناتج عن الارتفاع في سعر صرف الدولار الأمريكي مقابل الليرة اللبنانية.

#### نيبال
بما أن الملايين من مواطني نيبال يعملون خارج البلاد، يُتوقع أن يعود مئات الآلاف من المواطنين على الأقل إلى البلاد بسبب تسريحهم من وظائفهم، الأمر الذي وُصف بـ «الأزمة» التي قد «تتغلب على دولة نيبال».

#### نيوزيلاند
توقعت إدارة الخزينة في نيوزيلاند أن وصول معدل البطالة إلى 13.5% في حال بقاء البلاد في حالة الإغلاق لمدة أربعة أسابيع. تعهد وزير المالية غرانت روبرتسون أن الحكومة سوف تبقي معدل البطالة تحت 10%. قبل الإغلاق، وصل معدل البطالة في البلاد إلى 4.2%.
يتوقع خبراء اقتصاديون في بنك نيوزيلاند هبوطًا بقيمة 12% في أسعار العقارات وتراجعًا أكبر في بناء المنازل الجديدة. تقلص الناتج الإجمالي المحلي بنسبة 1.6% في الربع الأول من عام 2020.

#### الفلبين
تقلص الناتج الإجمالي المحلي الحقيقي في الفلبين بقيمة 0.2% في الربع الأول من عام 2020، وهو التقلص الأول الذي يسجله الاقتصاد منذ الربع الرابع من عام 1998، وذلك بعد عام من الأزمة المالية الآسيوية عام 1997، لذلك يقول الخبراء إن دخول البلاد في ركود تقني (أي تسجيل قيمتين سلبيتين لتغير الناتج الإجمالي المحلي في ربعين متتاليين) خلال عام 2020 أمر مرجح.

#### سنغافورة
انخفضت مبيعات الاستثمار العقاري في سنغافورة بنسبة 37% لتصل إلى 3.02 مليار دولار أمريكي في الربع الأول من عام 2020 مقارنة بالأشهر الثلاثة السابقة إذ ألقت الجائحة بآثارها مغيرة آراء المستثمرين، هذا ما أظهره تقرير صادر عن شركة كوشمان وويكفيلد في الثالث عشر من أبريل.
في الثامن والعشرين من أبريل، قالت السلطة النقدية في سنغافورة في مراجعتها الاقتصادية الشاملة نصف السنوية الأخيرة إن سنغافورة سوف تدخل فترة من الركود هذا العام بسبب جائحة كوفيد-19، ما سوف يؤدي إلى تسريحات وظيفية وانخفاض في الرواتب، إضافة إلى «شك كبير» في انحدار التراجع الاقتصادي وزمن هذا التراجع. اعتمادًا على كيفية تراجع الجائحة وكفاءة سياسات الاستجابة لها حول العالم، قد ينخفض النمو الاقتصادي في لسنغافورة تحت مجال (1% تحت الصفر إلى 4% تحت الصفر) المتوقع ليسجل التقلص الأكبر في تاريخ البلاد.
في التاسع والعشرين من أبريل، قالت وزارة العمال إن معدل العمالة الإجمالي مع استثناء العمال الأجانب المحليين انخفض إلى 19.900 خلال الربع الأول من عام 2020، وذلك أساسًا بسبب الانخفاض الكبير في التوظيف الأجنبي. بين مواطني سنغافورة، ارتفع معدل البطالة من 3.3% إلى 3.5%، في حين ارتفع معدل البطالة للسكان، والذي يشمل المقيمين الدائمين جميعًا، من 3.2% إلى 3.3%.
في الرابع عشر من مايو، سجلت الخطوط الجوية السنغافورية أول خسارة إجمالية سنوية لها منذ 48 سنة، والتي قُدرت بقيمة 732.4 مليون دولار في الربع الرابع، وذلك مقارنة بربح إجمالي مقدر بـ 202.6 مليون دولار في الربع الموافق في العام الماضي.

### أوروبا
انخفض مؤشر الإدارة الشرائية، وهو مشعر هام يعبر عن النشاط الاقتصادي، إلى انخفاض قياسي وصل إلى 13.5 في أبريل 2020. عادة ما يعتبر أي رقم يقل عن 50 علامة على تراجع اقتصادي.

#### بيلاروسيا
تأثر الاقتصاد البيلاروسي سلبًا بخسارة الأرباح القادمة من مدفوعات النفط الروسي، وانخفاض سعر المنتجات النفطية البيلاروسية المكررة.

#### فرنسا
ألحقت حركة السترات الصفراء ضررًا اقتصاديًا كبيرًا بالاقتصاد الفرنسي في عام 2019، إضافة إلى الإغلاق العام العالمي. تأثرت فرنسا بالجائحة بشكل كبير، إذ فُرضت فترة تصل إلى شهرين من «الإغلاق الصارم» على المجتمع الفرنسي. في الثامن من أبريل 2020، أعلن البنك الفرنسي رسميًا أن الاقتصاد الفرنسي دخل في ركود، إذ تقلص بنسبة 6% في الربع الأول من عام 2020.
في نهاية الربع الثاني من عام 2020، بدأت عدة شركات بخطط اجتماعية مع تسريحات هامة في فرنسا أهمها: نوكيا (1233 وظيفة) ورينو (4600 وظيفة) والخطوط الجوية الفرنسية (7580 وظيفة) وإيرباص (5000 وظيفة) وديريشبورغ (700 وظيفة) والفرع الفرنسي من الاتحاد الدولي للسياحة (583 وظيفة) ونيكست راديو تي في (330-380 وظيفة).

#### ألمانيا
وُجد وزير مالية ولاية هسن الألمانية طوماس شيفر ميتًا في الثامن والعشرين من مارس 2020. ترك شيفر رسالة انتحار يذكر فيها الوضع الاقتصادي «الميؤوس منه» في البلاد كأحد أسباب انتحاره.

#### إيطاليا
يُتوقع أن يصل معدل البطالة في إيطاليا إلى 11.2%، إذ يُقدر أن 51% من الموظفين يخشون الوقوع في البطالة منذ شهر مارس.
تبدي التقديرات المبدئية للناتج الإجمالي المحلي الإيطالي في الربع الأول من عام 2020 انخفاضًا بنسبة 4.7% ربعًا بربع (وبنسبة 4.8% سنة بسنة)، وهو انخفاض أكثر انحدارًا بشديد من أي ربع مشاهد إما خلال الأزمة المالية أو أزمة الدين المحلي.

#### المملكة المتحدة
في التاسع عشر من مارس 2020، خفض بنك إنجلترا معدل الفائدة إلى 0.1%، وهي القيمة الأدنى في تاريخه. مُدد التيسير الكمي بإضافة 200 مليار جنيه إسترليني إلى مبلغ إجمالي يصل إلى 645 مليار جنيه إسترليني منذ بداية الركود الاقتصادي لعام 2008. بعد يوم من ذلك، أعلن مستشار الخزانة أن الحكومة سوف تنفق مبلغ 350 مليار جنيه إسترليني لدعم الاقتصاد. في الرابع والعشرين من مارس، أُغلقت مشاريع العمل غير الضرورية وشركات السفر بشكل رسمي بهدف الحد من انتشار فيروس سارس كوف 2. في أبريل، وافق البنك على تمديد قروض السحب على المكشوف من 370 مليون جنيه إسترليني إلى مبلغ غير محدد للمرة الأولى منذ عام 2008. انخفض الإنفاق المنزلي بنسبة 41.2% في أبريل 2020 بالمقارنة مع أبريل 2019. سجل مؤشر الإدارة الشرائية في أبريل قيمة 13.8 نقطة، وهي القيمة الدنيا منذ بداية تسجيل هذا المؤشر عام 1996، ما يشير إلى انخفاض حاد في نشاط مشاريع العمل.
بحلول بداية شهر مايو، سُرح 23% من القوة العاملة في بريطانيا بشكل مؤقت. أُطلقت مشاريع حكومية لمساعدة الموظفين المسرحين من العمل والعاملين المستقلين الذين تأثر مدخولهم المادي بالجائحة، وتمكنت من تقديم 80% من رواتبهم الطبيعية. قدر البنك أن اقتصاد المملكة المتحدة قد يتقلص بنسبة 30% في النصف الأول من عام 2020، وأن معدل البطالة من المرجح أن يرتفع إلى 9% في عام 2021. كان النمو الاقتصادي ضعيفًا أساسًا قبل الأزمة، إذ قُدرت قيمة النمو بـ 0% في الربع الرابع من عام 2019. في الثالث عشر من مايو، أعلن مكتب الإحصائيات الوطنية انخفاضًا بقيمة 2% في الناتج الإجمالي المحلي في الربع الأول من عام 2020، يشمل هذا التراجع انخفاضًا شهريًا قياسيًا في ذلك الوقت بنسبة 5.8% في شهر مارس. حذر المستشار من أن دخول المملكة المتحدة في ركود اقتصادي كبير أمر مرجح بشدة.

#### الإمارات العربية المتحدة
في يوليو 2020 ، أفادت شركة التصنيف الائتماني Moody's أن جائحة Coronavirus سيؤثر بشكل أكبر على قطاع العقارات في دبي. أفادت التقارير أن التباطؤ في مبيعات العقارات سيستمر بالإضافة إلى انخفاض أسعار الإيجارات بينما يتأثر قطاع العقارات بالفعل بالاختلالات المستمرة بسبب جائحة Covid-19. في 30 يونيو 2020 ، زعم المكتب الإعلامي الإماراتي أن اقتصاد دبي قد انخفض بنسبة 3.5٪ على أساس سنوي في الربع الأول.

## ملخص الآثار الاقتصادية
التأثير على اقتصاد الدول
| المنطقة                  | الأثر على الناتج الإجمالي المحلي (%) | معدل البطالة (%) |
| أستراليا                 | -4.2                                 | 6.2              |
| النمسا                   | -6.0                                 | 4.5              |
| الأرجنتين                | -6.7                                 | 8.9              |
| بلجيكا                   | -6.3                                 | 5.2              |
| البرازيل                 | -5.5                                 | 11.6             |
| كندا                     | -3.2                                 | 13.0             |
| تشيلي                    | -4.9                                 | 7.8              |
| كولومبيا                 | -2.7                                 | 12.2             |
| الدنمارك                 | -4.5                                 | 4.1              |
| منطقة اليورو             | -5.9                                 | 7.3              |
| فرنسا                    | -5.3                                 | 8.1              |
| ألمانيا                  | -6.0                                 | 3.2              |
| اليونان                  | -6.0                                 | 16.4             |
| هونغ كونغ                | -2.3                                 | 5.2              |
| إسرائيل                  | -2.3                                 | 5.2              |
| إيطاليا                  | -7.0                                 | 9.7              |
| اليابان                  | -1.6                                 | 2.4              |
| ماليزيا                  | -1.0                                 | 3.3              |
| المكسيك                  | -6.5                                 | 3.7              |
| هولندا                   | -7.0                                 | 3.8              |
| النرويج                  | -6.0                                 | 3.8              |
| بيرو                     | -2.5                                 | 7.6              |
| روسيا                    | -2.6                                 | 4.6              |
| المملكة العربية السعودية | -3.0                                 | 5.7              |
| سنغافورة                 | -3.2                                 | 2.3              |
| جنوب أفريقيا             | -4.0                                 | 29.1             |
| كوريا الجنوبية           | -1.8                                 | 4.2              |
| إسبانيا                  | -6.0                                 | 13.6             |
| السويد                   | -2.3                                 | 7.1              |
| تايوان                   | -1.9                                 | 3.8              |
| تايلاند                  | -5.9                                 | 1.1              |
| تركيا                    | -3.5                                 | 13.8             |
| المملكة المتحدة          | -4.7                                 | 4.0              |
| الولايات المتحدة         | -2.9                                 | 14.7             |

## الأثر على كل قطاع اقتصادي
يُتوقع أن تتأثر مجالات خدمية عدة بشكل خاص بالركود الاقتصادي الناتج عن جائحة فيروس كورونا.

### صناعة السيارات
تراجعت مبيعات المركبات الآلية الجديدة في الولايات المتحدة بنسبة 40%. أغلقت الشركات الثلاث الكبرى جميعًا مصانعها في الولايات المتحدة. بدأت صناعة السيارات الألمانية بالدخول في أزمة مالية بعد معاناتها من فضيحة انبعاثات فولكس فاجن عام 2015، إضافة إلى المنافسة من صناعة السيارات الكهربائية.

### الطاقة
كانت صدمة الطلب على النفط بالغة الشدة لدرجة وصول أسعار العقود الآجلة للنفط الأمريكي إلى قيم سلبية (سجلت قيمة دنيا بلغت 37.63 دولار تحت الصفر لبرميل خام غرب تكساس الوسيط)، إذ بدأ التجار بالدفع للمشترين مقابل أخذ المنتج قبل أن تنفد القدرة الاستيعابية للتخزين. كان هذا على الرغم من صفقة أوبك بلاس السابقة التي قلصت الإنتاج العالمي من النفط بمقدار 10% منهية بذلك حرب أسعار النفط بين روسيا والمملكة العربية السعودية لعام 2020.
ناقلات نفط قبالة ساحل جنوب كاليفورنيا في الثالث والعشرين من أبريل 2020.

### السياحة
قد يتقلص قطاع السياحة العالمي بنسبة تصل إلى 50% بسبب الجائحة.

### المطاعم
أثرت جائحة فيروس كورونا على قطاع المطاعم بشكل هام. في بداية مارس 2020، أعلنت بعض المدن الكبرى في الولايات المتحدة عن إغلاق الحانات والمطاعم أمام الزبائن الراغبين في الجلوس في الداخل، والاقتصار على التوصيل والطلبات الجاهزة. فُصل عدد من الموظفين، وافتقر عدد أكبر من الموظفين إلى الإجازات المرضية في هذا القطاع مقارنة مع غيره من القطاعات المشابهة.

### تجارة التجزئة
قلصت مراكز التسوق والبائعون الآخرون حول العالم ساعات العمل أو أغلقوا أماكن عملهم بشكل كامل. يُتوقع أن عددًا كبيرًا من هذه المشاريع لن يتمكن من التعافي، ما يسرع عملية انقراض متاجر البيع بالتجزئة. تأثرت مخازن الأدوات المنزلية ومتاجر الألبسة بشكل خاص نتيجة هذا الركود.

### النقل
ألحقت الجائحة أثرًا ثقيلًا على قطاع الطيران بسبب القيود المفروضة على السفر بالإضافة إلى نقص الطلب من المسافرين. أدى الانخفاض الكبير في عدد المسافرين إلى سفر بعض الطائرات الفارغة بين المطارات، إضافة إلى إلغاء العديد من الرحلات الجوية.
فيما يلي عدد من الخطوط الجوية التي أعلنت إفلاسها أو وضعها تحت إدارة تسيير الأعمال:
- خطوط كومباس الجوية في أمريكا الشمالية.[356]
- فلاي بي.[356]
- خطوط ترانس ستيتس الجوية.[356]
- خطوط فيرجن أستراليا الجوية.[357]
- طيران موريشيوس.[358]
- أفيانكا.

تلقى قطاع الرحلات البحرية السياحية ضررًا كبيرًا، إذ انخفضت أسعار أسهم الخطوط البحرية السياحية الكبرى بنسبة 70 إلى 80 في المئة.

## الأثر الاقتصادي في الولايات المتحدة وفقًا للمهنة والتوزع الديمغرافي
تؤدي الاختلافات في المهن إلى اختلاف في الأثر الاقتصادي الذي ألحقه الركود على المجموعات المختلفة. كانت بعض المهن غير مناسبة بالمقارنة مع غيرها للعمل عن بعد، مثل المهن التي تتضمن العمل بشكل مقرب من الأشخاص أو من بعض المواد. تأثرت النساء عمومًا أكثر من الرجال. تراجع توظيف المهاجرين في الولايات المتحدة أكثر من المواطنين المولودين في البلاد، ويعود هذا بشكل جزئي إلى طبيعة الوظائف التي يشغلها المهاجرون بشكل عام.

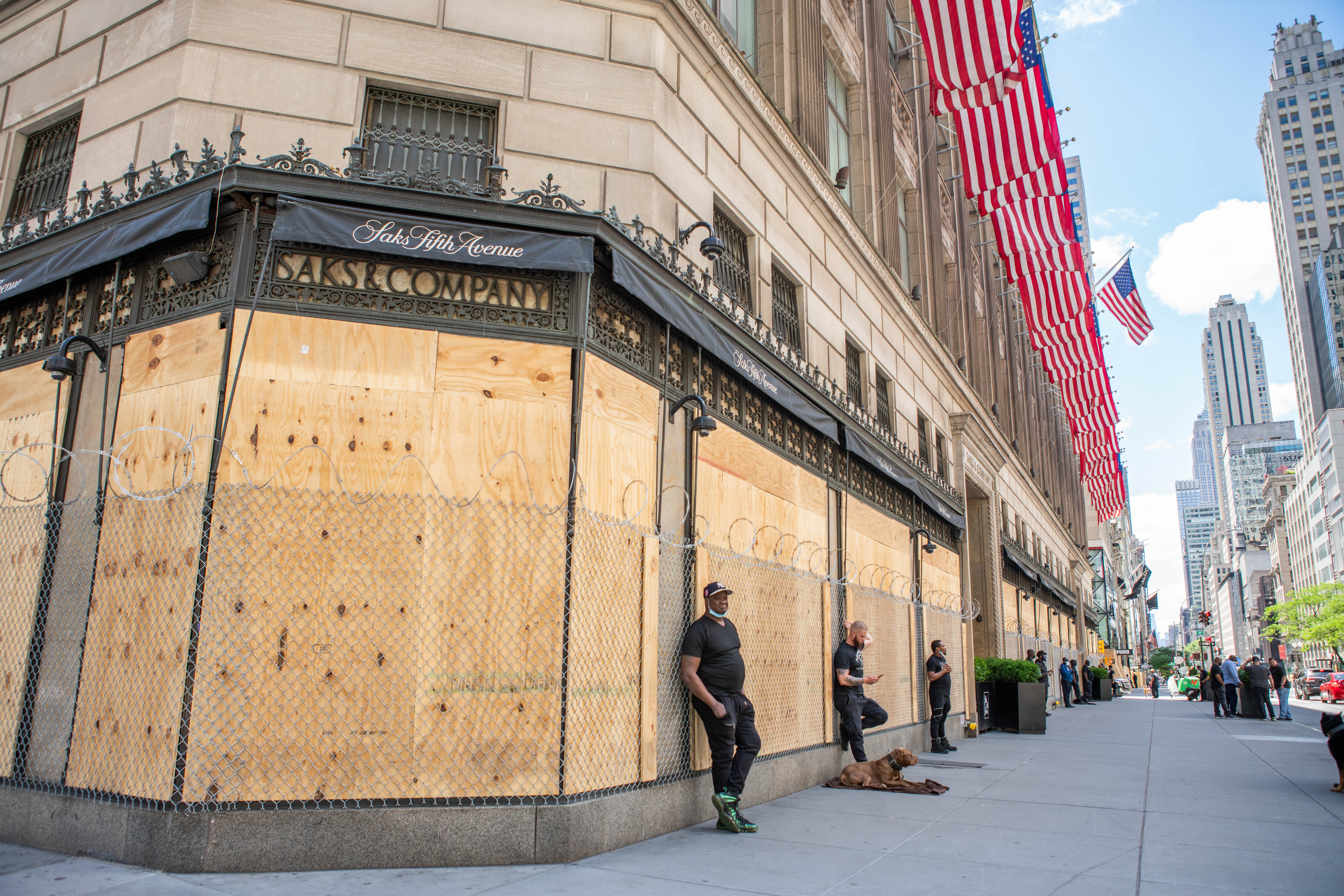
واجهات محلات مغلقة بألواح خشبية تعود لسلسلة متاجر ساكس فيفث أفينو خلال احتجاجات جورج فلويد.

## الأثر على الاحتجاجات في الولايات المتحدة
أدى الأثر الاقتصادي لاحتجاجات الولايات المتحدة إلى مفاقمة الركود الاقتصادي الناتج عن جائحة فيروس كورونا من خلال خفض ثقة المستهلكين بشكل حاد وإنهاك المشاريع المحلية وإجهاد البنى التحتية العامة بالأضرار الواسعة التي لحقت بالممتلكات، ما أدى إلى خسائر وصلت إلى 500 مليون دولار أمريكي. تعرض عدد من المشاريع الصغيرة، التي كانت تعاني أصلًا من الأثر الاقتصادي لجائحة كوفيد-19، للتخريب وتدمير الممتلكات والنهب. أدى حظر التجول المفروض من قبل السلطات المحلية -ردًا على الجائحة والاحتجاجات على حد سواء- إلى «الحد من إمكانية الوصول إلى مراكز المدن» بالنسبة للعمال الأساسيين، الأمر الذي خفض الناتج الاقتصادي بشكل إضافي.
بقي سوق الأسهم الأمريكي غير متأثر أو متحسنًا في بعض الأحيان منذ بداية الاحتجاجات في السادس والعشرين من مايو. تزامن مرور أسبوعين على الاحتجاجات مع ارتفاع بنسبة 38% في سوق البورصة. من الممكن أن تؤدي عودة انتشار كوفيد-19 (بتسهيل من المظاهرات الضخمة) إلى مفاقمة انهيار أسواق الأسهم العالمية لعام 2020 وفقًا لخبراء اقتصاديين كنديين من بنك آر بي سي الاستثماري. أدت الاحتجاجات إلى عرقلة سلاسل التوريد الوطنية بسبب المخاوف المتعلقة بالصحة العامة وعودة ظهور كوفيد-19 وخسارة ثقة المستهلكين. قررت عدة شركات من مجموعة فورتشين 500 التي تملك شبكات توزيع ضخمة التخفيف من عمليات التوصيل، كما أغلقت متاجرها في المناطق المتأثرة بشدة. ارتبطت المظاهرات الواسعة -السلمية منها والعنيفة- بتراجع في ثقة المستهلكين وطلبهم، ويعود ذلك إلى مخاطر التجمعات الكبيرة على الصحة العامة في ظل جائحة فيروس كورونا.
أدى تخريب الممتلكات الواسع الناتج عن المظاهرات إلى ازدياد الطلب على مبالغ التأمين، بالإضافة إلى حالات الإفلاس وتقييد النشاط الاقتصادي بين المشاريع الصغيرة والحكومات المحلية للولايات. ما يزال تقييم طلبات التأمين الناتجة عن تخريب الملكيات بسبب أعمال الشغب جاريًا حتى الآن، لكن المتوقع أنه سوف يصل إلى أرقام كبيرة، وقد تكون قياسية حتى.
تأثر التمويل الشعبي أيضًا بهذه الاحتجاجات وخصوصًا على مستوى الولايات. أدى الركود الاقتصادي الناتج عن جائحة فيروس كورونا إلى استهلاك جزء كبير من موازنات الولايات التي عانت بالتالي في سبيل تمويل العمل الإضافي للشرطة والإجراءات الأمنية، إضافة إلى إصلاح البنى التحتية المتأثرة بالمظاهرات والأعمال التخريبية. أعلنت حكومات الولايات منذ يونيو عن اقتطاع في ميزانية أقسام الشرطة، إضافة إلى زيادة تمويل إجراءات السلامة العامة الأخرى.

## غياب الأمن الغذائي
على عكس الركود الاقتصادي العالمي عام 2008، من المتوقع أن يؤثر الركود الاقتصادي الناتج عن جائحة فيروس كورونا على غالبية الدول النامية. في الحادي والعشرين من أبريل، حذر برنامج الأغذية العالمي التابع للأمم المتحدة من مجاعة «على نطاق غير مسبوق» يُتوقع حدوثها في عدة أجزاء من العالم نتيجة للجائحة. أشار التقرير العالمي حول الأزمات الغذائية لعام 2020 إلى وجود 55 دولة في نطاق الخطر، إذ توقع دايفيد بيسلي في أسوأ الحالات وقوع «نحو 36 دولة» في المجاعة. يزداد احتمال هذا الأمر في الدول المتأثرة بالحروب، ومن بينها الحرب الأهلية اليمنية والحرب الأهلية السورية والتمرد في المغرب العربي والصراع الأفغاني، كما تحدث على خلفية غزو الجراد 2019-20 في شرق أفريقيا. أرسلت كل من نستله وبيبسيكو ومنظمة الأمم المتحدة واتحادات الفلاحين إلى مجموعة العشرين دعمًا للمحافظة على عمليات توزيع الطعام بهدف منع حدوث نقص في الغذاء. من المقدر أن عددًا مضاعفًا من الأشخاص «سوف يصبح جائعًا» بالمقارنة مع المستويات قبل الجائحة.
تتوقع الأمم المتحدة أن الدول الأعضاء التالية سوف تحوي مساحات كبيرة منها ضعيفة الأمن الغذائي لتدخل تحت تصنيف «توتر» (المرحلة الثانية من التصنيف المرحلي المتكامل للأمن الغذائي أو اختصارًا آي بي سي) أو «أزمة» (المرحلة الثالثة من تصنيف آي بي سي) أو «طوارئ» (المرحلة الرابعة من تصنيف آي بي سي) أو «طوارئ حرجة» (المرحلة الخامسة من تصنيف آي بي سي) خلال عام 2020.
- أفغانستان.
- أنغولا.
- بوركينا فاسو.
- الرأس الأخضر.
- الكاميرون.
- جمهورية أفريقيا الوسطى.
- تشاد.
- ساحل العاج.
- جمهورية الكونغو الديمقراطية.
- السلفادور.
- إسواتيني.
- إثيوبيا.
- غامبيا.
- غواتيمالا.
- غينيا.
- غينيا-بيساو.
- هايتي.
- الهندوراس.
- العراق.
- كينيا.
- ليسوتو.
- ليبيريا.
- ليبيا.
- مدغشقر.
- مالاوي.
- مالي.
- موريتانيا.
- موزمبيق.
- ميانمار.
- ناميبيا.
- نيكاراغوا.
- النيجر.
- نيجيريا.
- باكستان.
- رواندا.
- السنغال.
- سيرا ليون.
- الصومال.
- جنوب السودان.
- السودان.
- سوريا.
- أوغندة.
- تنزانيا.
- فنزويلا.
- اليمن.
- زامبيا.
- زيمبابوي.

كما أصدرت الأمم المتحدة تحذيرات حول الدول التالية.
- بنغلادش: في مدينة كوكس بازار.
- كولومبيا: بين المهاجرين الفنزويليين.
- جيبوتي.
- الإكوادور: بين المهاجرين الفنزويليين.
- لبنان: بين المهاجرين السوريين.
- فلسطين.
- تركيا: بين المهاجرين السوريين.
- أوكرانيا: في إقليمي لوهانسك ودونيتسك.
- جمهورية دونيتسك الشعبية (غير معترف بها من قبل الأمم المتحدة).
- جمهورية لوهانسك الشعبية (غير معترف بها من قبل الأمم المتحدة).

في التاسع من يوليو، أصدرت منظمة أوكسفام تقريرًا يحذر من أن «12,000 شخص يوميًا قد يموت من المجاعة المرتبطة بكوفيد-19» بحلول عام 2021، مقدرة وقوع 125 مليون شخص إضافي في خطر المجاعة بسبب الجائحة. أكد التقرير بشكل خاص على «المراكز البارزة» للمجاعة، بالإضافة إلى المناطق المصابة بالمجاعة، ومن ضمنها مناطق في البرازيل والهند واليمن والساحل الأفريقي.

## ردود الفعل المالية الدولية
أعلن عدد من الدول عن برامج تحفيزية للاقتصاد بهدف مواجهة تأثيرات الركود الاقتصادي. فيما يلي جدول ملخص مستند على بيانات صندوق النقد الدولي (إلا إذا ذُكر مصدر آخر بالتحديد).
| الدولة                   | الإنفاق المباشر (مليار دولار أمريكي) | الإنفاق المباشر (النسبة المئوية من الناتج الإجمالي المحلي) | ضمانات القروض وشراء الممتلكات (مليار دولار أمريكي) | ملاحظات                                                                           |
| أستراليا                 | 149                                  | 9.7                                                        | 125                                                |                                                                                   |
| النمسا                   | 45                                   | 9                                                          |                                                    |                                                                                   |
| أذربيجان                 | 1.9                                  | 4.1                                                        |                                                    |                                                                                   |
| البحرين                  | 1.5                                  | 4.2                                                        | 9.7                                                |                                                                                   |
| بلجيكا                   | 12.0                                 | 2.3                                                        | 51.9                                               |                                                                                   |
| كندا                     | 148                                  | 8.4                                                        | 170                                                |                                                                                   |
| تشيلي                    | 11.75                                | 4.7                                                        |                                                    |                                                                                   |
| الصين                    | 390                                  | 2.5                                                        | 804                                                |                                                                                   |
| قبرص                     | 1.06                                 | 4.3                                                        |                                                    |                                                                                   |
| جمهورية التشيك           | 4                                    | 2                                                          | 39                                                 |                                                                                   |
| الدنمارك                 | 9                                    | 2.5                                                        |                                                    | من المقدر أن تأتي نسبة 2.5% إضافية من موارد التوازن الذاتي.                       |
| مصر                      | 6.13                                 | 1.8                                                        |                                                    |                                                                                   |
| إستونيا                  | 2                                    | 7                                                          |                                                    |                                                                                   |
| الاتحاد الأوروبي         | 640                                  | 4                                                          | 870                                                | الرقم لا يشمل التصرفات المستقلة من الدول الأعضاء.                                 |
| فرنسا                    | 133                                  | 5                                                          | 300                                                |                                                                                   |
| ألمانيا                  | 181                                  | 4.9                                                        | 825                                                | أعلنت الولايات عن إنفاق إضافي.                                                    |
| اليونان                  | 28                                   | 14                                                         |                                                    |                                                                                   |
| هونغ كونغ                | 37.04                                | 10                                                         |                                                    |                                                                                   |
| الهند                    | 267                                  | 9                                                          |                                                    |                                                                                   |
| إيران                    | 55                                   | 10+                                                        |                                                    |                                                                                   |
| أيرلندا                  | 15.7                                 | 4                                                          |                                                    |                                                                                   |
| إسرائيل                  | 26                                   | 7.2                                                        | 10                                                 |                                                                                   |
| إيطاليا                  | 90                                   | 3.1                                                        | 500                                                |                                                                                   |
| اليابان                  | 1,060                                | 21.1                                                       | 14                                                 |                                                                                   |
| كازاخستان                | 13                                   | 9                                                          |                                                    |                                                                                   |
| لوكسمبورغ                | 3.7                                  | 4.9                                                        |                                                    |                                                                                   |
| ماكاو                    | 6.6                                  | 12.1                                                       |                                                    |                                                                                   |
| ماليزيا                  | 7.2                                  | 2.1                                                        | 10                                                 |                                                                                   |
| نيوزيلاند                | 44.0                                 | 21                                                         |                                                    |                                                                                   |
| النرويج                  | 19                                   | 5.5                                                        |                                                    |                                                                                   |
| باكستان                  | 9.9                                  | 3.8                                                        |                                                    | أعلنت حكومات المقاطعات أيضًا عن إجراءات مالية مستقلة.                              |
| بيرو                     | 20                                   | 8                                                          |                                                    | أعلنت إنفاق 12% من الناتج الإجمالي المحلي.                                        |
| قطر                      | 20.6                                 | 13                                                         |                                                    |                                                                                   |
| روسيا                    | 72.7                                 | 4.3                                                        |                                                    | مجموع خطة التعافي في 2020-2021                                                    |
| صربيا                    | 3.28                                 | 6.5                                                        |                                                    | تصل المساعدات إجمالًا إلى 6.0 مليارات دولار أمريكي (11% من الناتج الإجمالي المحلي) |
| كوريا الجنوبية           | 15                                   | 0.6                                                        | 90                                                 |                                                                                   |
| سنغافورة                 | 54.5                                 | 11                                                         |                                                    |                                                                                   |
| سويسرا                   | 74                                   | 10.4                                                       |                                                    |                                                                                   |
| تايلاند                  | 440                                  | 9.6                                                        |                                                    |                                                                                   |
| تركيا                    | 30                                   | 2                                                          |                                                    |                                                                                   |
| الإمارات العربية المتحدة | 7.22                                 | 2                                                          |                                                    |                                                                                   |
| الولايات المتحدة         | 2900                                 | 14.5                                                       | 4000                                               |                                                                                   |